# Ngựa trong chiến tranh

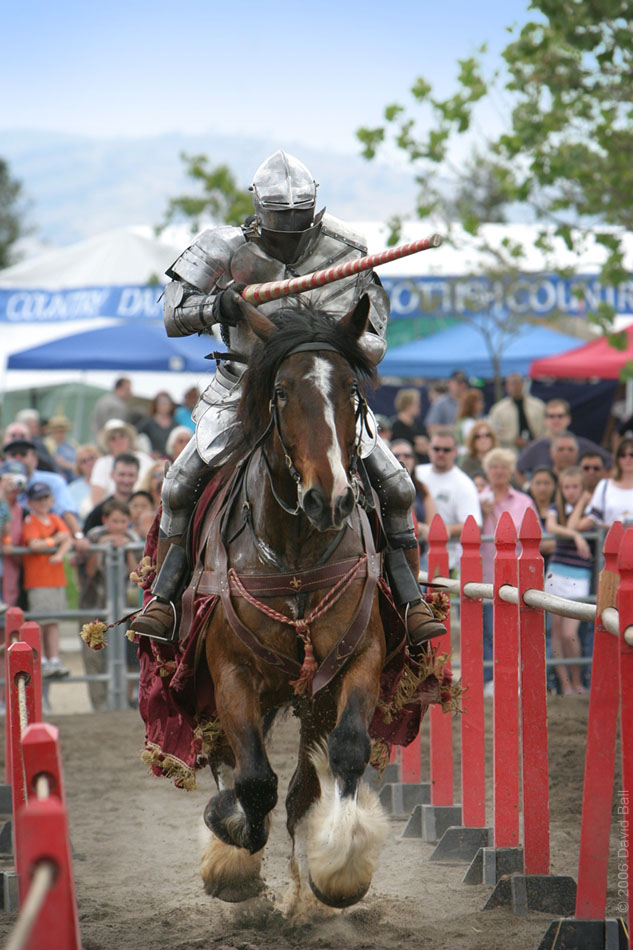
Một kỵ sĩ trên lưng ngựa

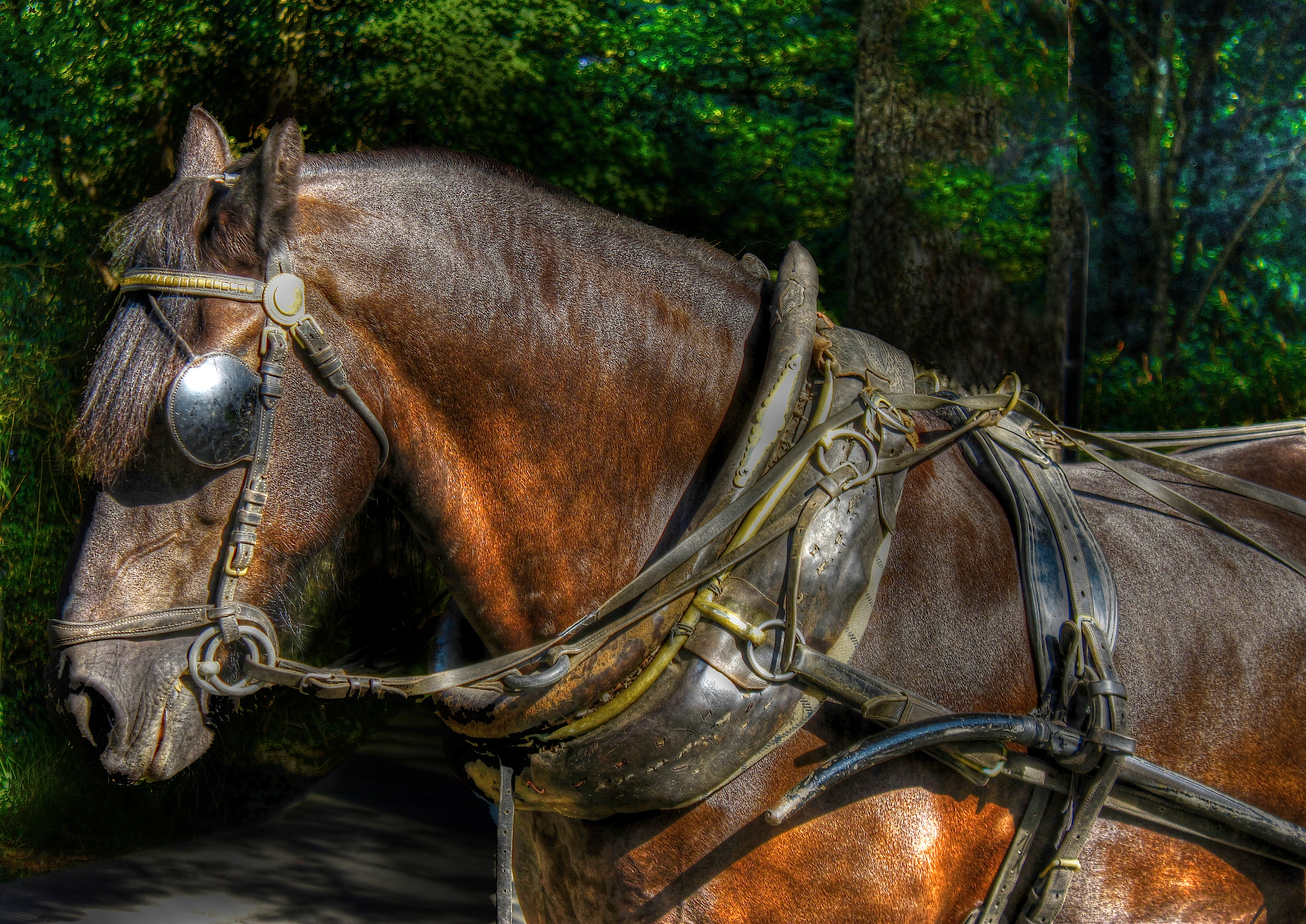
Một con ngựa kéo hạng nặng, có thể dùng để tải pháo

Ngựa là động vật được sử dụng nhiều nhất trong cuộc chiến, nhất là chiến tranh thời cổ. Ngựa trong chiến tranh được gọi là Ngựa chiến hay Chiến mã (戰馬). Ngựa được sử dụng rộng rãi cho các chiến binh, kỵ binh trong các trận chiến tay đôi hay các trận đánh tập kích, đột phá cũng như sử dụng để do thám, thông tin liên lạc, vận chuyển. Ngựa gắn với lịch sử chiến tranh một cách lâu dài của loài người, gắn liền với tên tuổi của các binh chủng kỵ binh, kỵ xạ, thám mã và hình ảnh con ngựa còn gắn liền với các tướng lĩnh nhất là các võ tướng trên chiến địa, gắn liền với hình ảnh của những chàng dũng sĩ trong chiến đấu, săn bắn.
Ngựa là con vật có sức mạnh, nhanh nhẹn, dẻo dai, trung thành với chủ nên trong thời cổ đại, ngựa được xem là một loại vũ khí lợi hại, từ "binh mã" (người ngựa) chỉ lực lượng chủ yếu của các trận chiến. Một trong những ưu điểm của việc cưỡi ngựa là khi di chuyển trên những cánh đồng cỏ rộng lớn, kỵ sĩ có vị thế ngồi cao hơn, có thể nhìn được xa hơn và cũng chạy nhanh hơn, cưỡi ngựa còn làm cho con người cảm thấy uy nghi. Khi một bên binh lính sử dụng ngựa để chiến đấu ngược lại bên kia không có ngựa để sử dụng thì lợi thế chiến thắng sẽ thuộc về bên có ngựa nhiều hơn. Trong nhiều thời kỳ, những dân tộc không biết cưỡi ngựa đã bị đè bẹp.

## Tổng quan
Loài ngựa sống trong thời đại đồ đá thì ngựa chỉ là con mồi để săn bắn làm thức ăn. Sau khi được loài người thuần dưỡng, với những ưu thế đặc dụng của mình, ngựa phục vụ rất nhiều cho con người không chỉ là sức kéo chủ lực của người lao động (chủ yếu là ở châu Âu) mà còn là vật cưỡi của những tướng lĩnh, quan viên, những chàng kị sĩ, Hiệp sĩ, công tử, những sĩ tử đỗ đạt cao được vinh quy bái tổ (ở Phương Đông). Đặc biệt, ngựa đóng một vai trò rất lớn trong lịch sử chiến tranh. Con người thuần hóa ngựa sớm nhất cách đây 5.500 năm ở Kazakhstan và sự phổ biến của ngựa trên khắp lục địa Á - Âu đã sớm dẫn đến việc sử dụng chúng trong chiến tranh quy mô lớn.

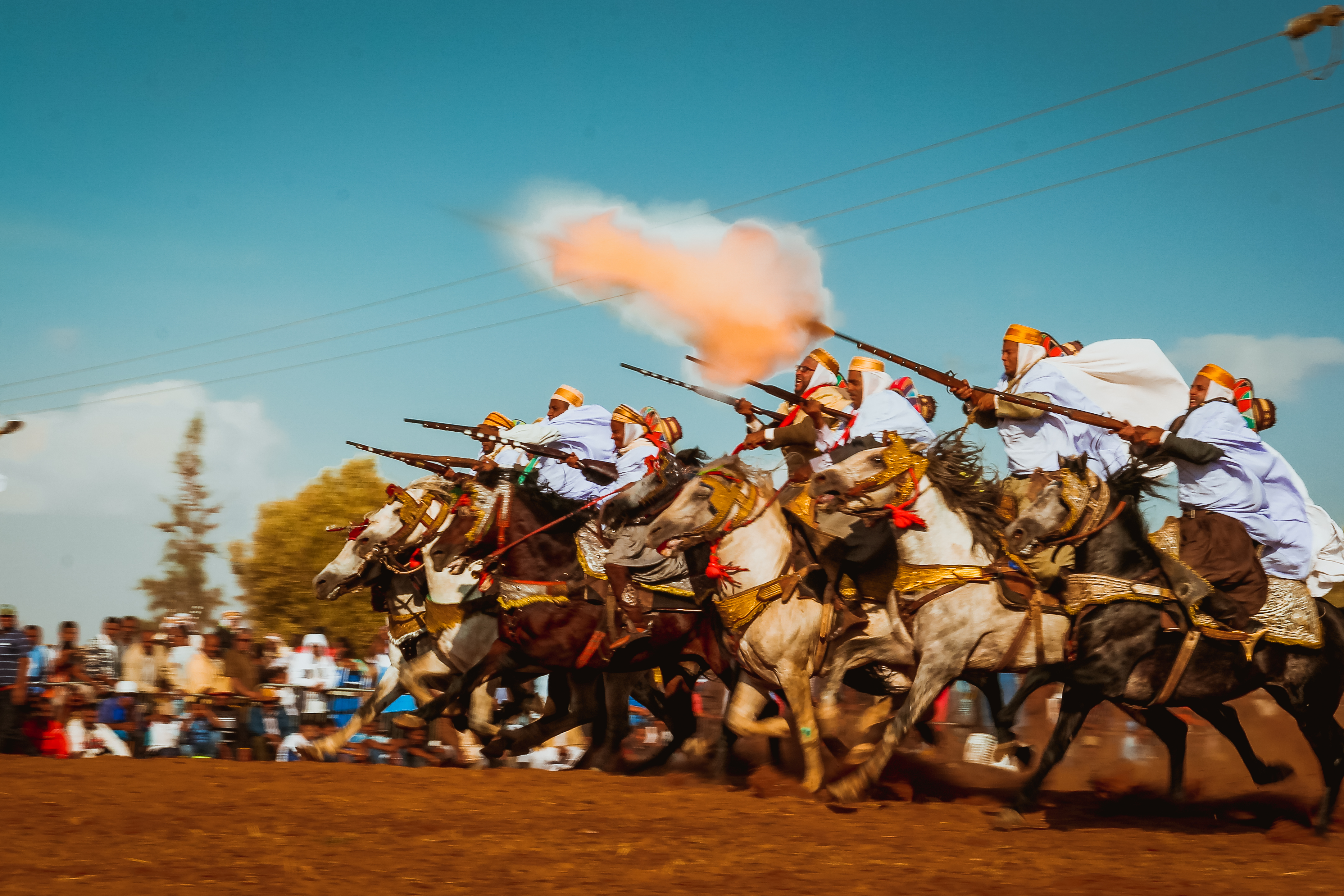
Lễ hội fantasia ở Aïn El Arbaa (Aïn Témouchent, Algeria).

Vào thời đại đồ đồng (khoảng 3000 năm trước Công nguyên), nhiều bộ lạc châu Á rồi sau đó là Bắc Âu và Tây Âu đã bắt đầu thuần hoá ngựa hoang. Họ buộc chúng vào xe và cưỡi trên lưng chúng. Những ai có ngựa nuôi thường đi được xa hơn, buôn bán với các bộ lạc khác thuận lợi hơn, săn bắn được xa hơn và bắt đầu tiến hành chiến tranh để cướp đất đai. Người Ai Cập và Trung Quốc cổ đại đã sử dụng xe ngựa kéo như một dạng chiến đấu cơ ổn định, trước khi sáng chế ra một yên cương và bàn đạp giúp tăng hiệu quả chiến đấu của chiến mã và giữa cho người cưỡi giữ thăng bằng, ổn định và không bị ngã ngựa. Các hiệp sĩ mặc áo giáp trên lưng ngựa với một thanh kiếm hoặc giáo, thương, đại đao hoặc các vũ khí đánh xa khác có thể gây nguy hiểm và chống lại hầu hết các loại lính chạy bộ.

## Kỹ thuật
Việc sử dụng chiến thuật ổn định từ ngựa chiến được đóng yên cương và bàn đạp chân đã cho phép người Mông Cổ có thể tấn công và bắn tên hiệu quả từ trên lưng ngựa (nhất là các kỵ xạ), đồng thời đem đến cho họ sự linh động để chinh phục phần lớn các vùng đất đã biết đến trên thế giới. Sự xuất hiện của ngựa trên các chiến trường thường báo hiệu sự khởi đầu của kết thúc đối với các nền văn minh thiếu phương tiện hỗ trợ quân lính tương tự. Vai trò chính của ngựa trên chiến trường vẫn không giảm sút cho tới kỷ nguyên chiến tranh hiện đại, khi xe tăng và súng máy nhập cuộc.

### Thắng cương

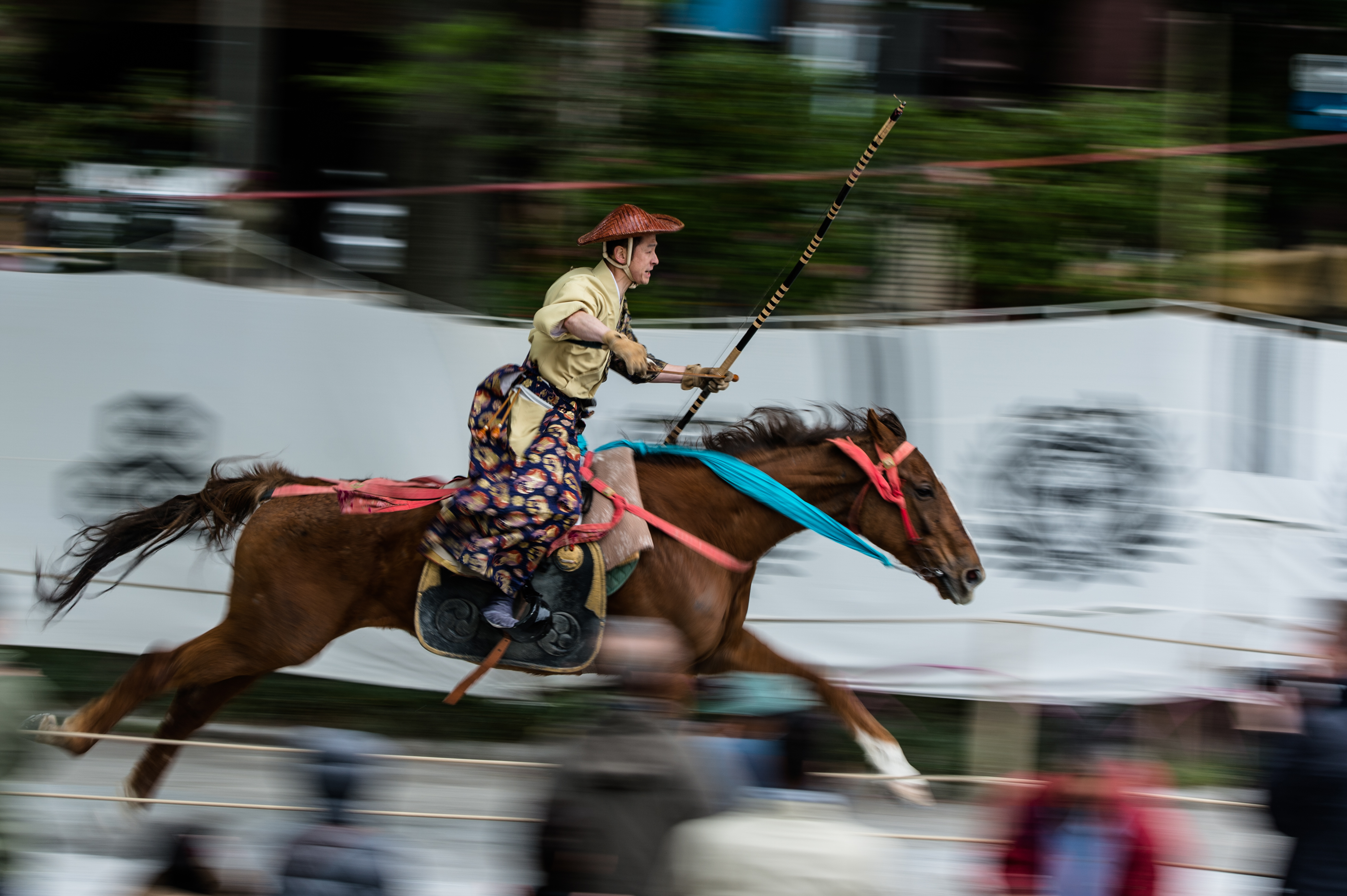
Lối thắng cương bằng ức giúp cho ngựa không bị nghẹt thở để phát huy tốc lực tối đa

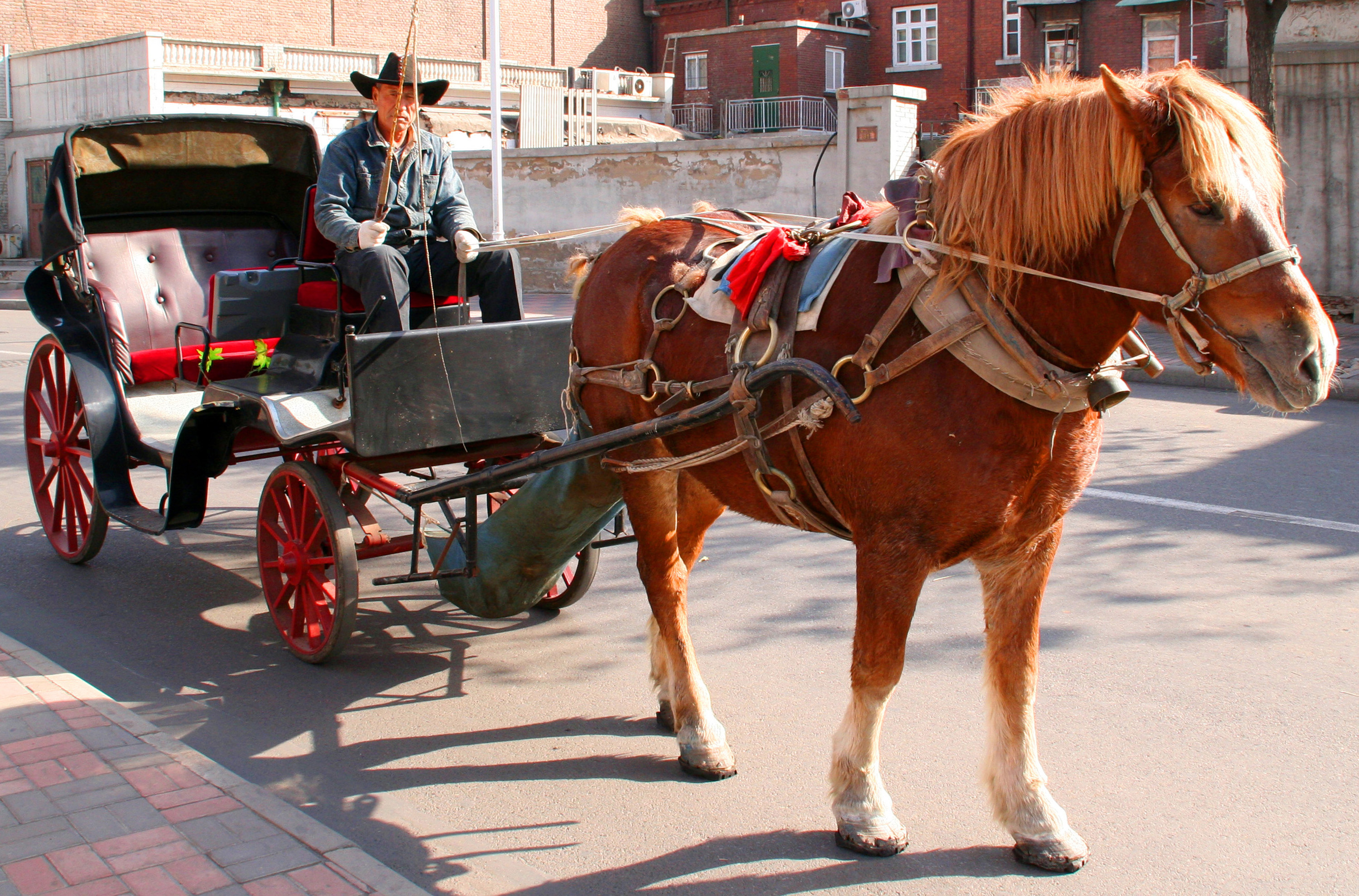
Một con ngựa kéo xe ở Thiên Tân

Cách thắng ngựa của người Trung Hoa đã giúp cho con ngựa không bị nghẹt thở, làm giảm năng lực của con vật và những xe kéo đã vượt xa những xe ngựa của phương Tây. Phải mất hơn một nghìn năm người châu Âu mới học được cách đóng cương một con ngựa của người Trung Quốc. Một trong những phát minh đáng kể nhất của người Trung Hoa là cách thắng ngựa bằng ức (breast- strap harnessing system), khởi nguyên vào khoảng thế kỷ thứ tư trước CN. Trên khắp thế giới, người ta biết thắng bò trước khi thắng ngựa. Tuy nhiên vì ngựa chạy nhanh hơn nên người ta lập tức tìm cách thắng ngựa sau khi đã thuần hóa và ngay từ đầu, con người thắng ngựa cùng một phương pháp thắng bò.
Hai con bò được buộc song song với một trục gỗ bằng một cái ách để giữa cổ và xương gồ ở trên lưng. Tuy nhiên hai giống vật có hình thể khác nhau, việc áp dụng máy móc đó đã đem lại những bất lợi và chính vì ngựa không có cục bướu ở trên lưng như bò (bò u), người ta phải buộc đai xuống bụng thêm một đai vòng qua cổ để giữ cho cái ách khỏi thụt lùi về sau. Kiểu buộc đó đã khiến cho con ngựa bị nghẹt thở. Từ phương pháp thắng ngựa bằng ức, người Trung Quốc cũng chuyển qua một vòng đai vòng qua cổ và sử dụng thay thế cho một cái xương gồ trên lưng như trâu bò để máng chiếc ách. Đây là cách tương tự như phương thức hiện nay người ta dùng và được coi là phương pháp hiệu quả hơn cả.
Vào đầu thế kỷ XX, Lefebvre des Noettes, một sĩ quan kỵ binh người Pháp đã nghiên cứu về cách thắng cương của các dân tộc trên thế giới trong nhiều thời đại và tái tạo những phương thức mà người xưa đã dùng để buộc ngựa, ông đã viết về cách giàng cương bằng ức tạm dịch đại lược như sau: "Lối thắng cương cổ điển (tạm gọi là thắng bằng cổ và bụng) chỉ dùng được một phần nhỏ động lực của con vật, không tạo được năng suất tổng hợp và vì thế hiệu năng rất kém. Cách thắng cương này được dùng mãi cho tới thời Trung Cổ ở châu Âu, và dường như được dùng khắp mọi nơi, khắp mọi nền văn hóa và đều thiếu hiệu quả như nhau cả. Chỉ có một nền văn minh cổ đã thoát ra khỏi được phương pháp này và tìm ra một cách thắng cương hữu hiệu, đó là Trung Hoa".
Theo Lefebvre des Noettes cho thấy hai con ngựa nếu thắng bằng lối quàng qua cổ (throat- and-girth) chỉ kéo được khoảng nửa tấn trong khi một con ngựa thắng theo lối mới có thể kéo được 1 tấn rưỡi nghĩa là hiệu năng tăng gấp sáu lần. Người Trung Quốc thay đổi lối thắng ngựa từ bao giờ cho đến nay chưa ai dám xác định rõ ràng nhưng ngay từ thế kỷ thứ tư trước CN có thể cũng đã có và người ta cho rằng lối này phải xuất hiện từ thời Chiến Quốc. Một trong những giả thuyết là người Trung Hoa vẫn thường dùng sức phu phen để kéo thuyền đi ngược dòng xông và có thể chính từ đó họ cảm nhận được rằng nếu choàng sợi đai qua cổ con vật thì nó sẽ bị ngộp thở và sức kéo giảm đi nhiều và từ đó đưa đến việc cải thiện phương pháp thắng ngựa.

### Bàn đạp

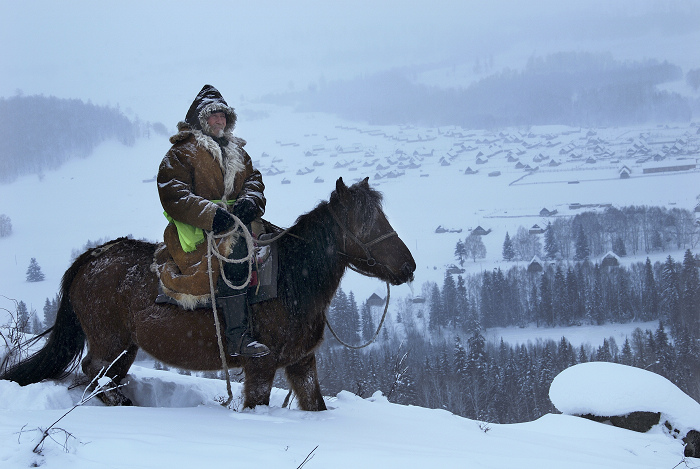
Người dân tộc Tuvan đang cưỡi ngựa với cái bàn đạp

Cái bàn đạp nguyên thủy có lẽ chỉ vì người ta muốn lên xuống ngựa cho an toàn, nhất là khi có mang theo binh khí. Năm 552 trước CN, vua xứ Ba Tư là Cambyses khi lên ngựa đã rủi ro bị ngã và chết vì chính binh khí của mình. Những kỵ sĩ tài ba thì có thể nắm bờm rồi nhảy lên, hoặc có khi người ta dùng ngay ngọn giáo của mình để làm sào chống. Cũng có khi bên hông ngọn giáo có một cái cán đâm ngang như mũi giáo của Phù Sai dùng để làm điểm tựa nhảy lên ngựa.
Khi nghiên cứu về sự phát triển của chiếc bàn đạp, lúc đầu phụ tùng này chỉ dùng để giúp người ta lên yên, do đó chỉ gắn vào một bên của yên ngựa. Cái bàn đạp (stirrup) cũng quan trọng vì nếu không có bàn đạp này, kỵ sĩ chỉ dùng ngựa để di chuyển chứ không đủ ổn định để chiến đấu, từ khi người ta chỉ biết dùng ngựa để kéo xe, đến khi có thể cưỡi trên lưng con vật, rồi đến khi huấn luyện, trang bị và tập cho nó quen được với chiến đấu là một tiến trình dài của nhân loại.
Dùng ngựa để cưỡi tuy có thể giúp người ta di chuyển nhanh hơn nhưng vẫn không thể chiến đấu được nếu không ổn định. Chính vì thế việc phát minh ra cái bàn đạp được coi là một khám phá quan trọng vào bậc nhất cho thuật kỵ mã. Có điều sao lại mất một thời gian lâu đến thế trước khi nghĩ ra phụ tùng giản dị này thì vẫn còn là một điều khó hiểu đối với các nhà nghiên cứu. Trước khi có cái bàn đạp, cách duy nhất của người kị sĩ có thể làm là kẹp chặt hai chân và giơ taygiữ ghịt bờm con vật khi chạy nhanh. Người Roma (La Mã) thì nghĩ ra cái chỗ vịn để cầm ở yên ngựa.

### Giáp trụ
Sau khi đã biết dùng ngựa để cưỡi, người ta nghĩ ngay đến việc bảo vệ con vật cho khỏi bị sát hại khi giao chiến. Đó là lý do tại sao những bộ giáp trụ dùng cho ngựa được chế tạo. Trong những hình vẽ trong hang đá tìm thấy ở Đôn Hoàng, giáp trụ của ngựa bao trùm toàn thể con vật, trừ tai, mõm, chân và đuôi. Người cưỡi ngựa cũng mặc áo giáp. Giáp của ngựa gồm sáu bộ phận rời, làm bằng da hay sắt, lại được tô màu rằn ri. Mã giáp được tìm thấy từ thời Tam Quốc rồi tiếp tục phát triển đến đời Tùy, Đường.
Ở phương Đông thịnh hành loại thiết kỵ khải mã (Cataphract), họ sử dụng loại giáp xích (Chainmail armour) cho cả kị sĩ lẫn ngựa. Loại giáp này nhẹ hơn loại trọng giáp mà các kỵ sĩ Châu Âu mặc nên họ có thể sử dụng nhiều loại vũ khí một cách linh hoạt hơn, từ rìu chiến, đơn thủ kiếm, chùy và đặc biệt là cung nỏ. Từ đó hình thành nên lối những lối đánh cực kì đa dạng của kị binh. Riêng kỵ binh Mông Cổ nổi bật ở tốc độ và sự cơ động, chứ không phải giáp trụ. Họ thường không mặc giáp ngoài một chiếc mũ trụ hở với tấm da rủ sau cổ và một chiếc áo lụa dưới áo khoác. Chiếc áo này có tác dụng giúp kỵ sĩ Mông Cổ rút tên ra khi bị bắn mà không làm rách rộng vết thương.

## Chiến thuật
Bằng chứng khảo cổ học đầu tiên về sử dụng loài ngựa trong chiến tranh có từ 4000-3000 năm TCN tại các vùng thảo nguyên của lục địa Á Âu (ngày nay là Ukraine, Hungary, and Romania). Không lâu sau khi thuần hóa ngựa, người dân ở các địa điểm này đã bắt đầu sống với nhau trong thị trấn tăng cường lớn để bảo vệ khỏi sự đe dọa của cướp cưỡi ngựa, những kẻ có thể tấn công và tẩu thoát nhanh hơn những cư dân có lối sống định canh định cư
Người du mục và loài ngựa gắn bó với nhau trên các thảo nguyên và sự lan rộng ngôn ngữ Ấn-Âu ở Đông Âu ngày nay là kết quả của sự chinh phục các bộ lạc và các nhóm người khác.
Việc sử dụng ngựa trong tổ chức chiến tranh cũng đã được lịch sử ghi nhận từ sớm. Một trong những mô tả đầu tiên là tấm minh họa chiến tranh về trận Standard of Ur, đế chế Sumer, 2500 năm TCN, cho thấy ngựa đang kéo cỗ xe bốn bánh..

### Chiến xa

Bức họa trận Standard of Ur

Trong số các bằng chứng sớm nhất của việc sử dụng xe ngựa là những ngôi mộ của con ngựa và xe ngựa còn sót lại của nền văn minh Andronovo (Sintashta - Petrovka, hiện tại thuộc Nga hiện đại và Kazakhstan) vào khoảng 2000 năm TCN.
Bằng chứng tài liệu chữ viết cổ xưa nhất về việc sử dụng xe ngựa kéo là vùng Cận Đông cổ đại là văn bản của Anitta (con trai của Pithana vua người Hittite cổ đại, vào thế kỷ 18 TCN, trong đó đề cập đến sự kiện 40 đội ngựa tại cuộc bao vây thành phố Salatiwara.
Người Hittite trở nên nổi tiếng khắp thế giới cổ đại bởi sức mạnh của họ trên chiếc xe ngựa kéo. Chiếc xe ngựa được sử dụng rộng khắp trong chiến tranh tại lục địa Á-Âu gần như trùng với sự phát triển của cây cung tổng hợp (Composite bow) (làm từ sừng, gỗ, gân dát mỏng), vào khoảng 1600 năm TCN. 
Cải thiện hơn nữa trong bánh xe và trục xe, cũng như đổi mới các loại vũ khí, dẫn đến thúc đẩy sửa dụng xe ngựa trong các trận chiến thời đại đồ đồng từ Trung Quốc đến Ai Cập
Những kẻ xâm lược Hyksos mang xe ngựa kéo đến Ai Cập cổ đại năm 1600 TCN và người Ai Cập đã bắt đầu sử dụng nó tiếp sau đó.
Văn bản cổ nhất được bảo quản liên quan đến việc điều khiển những con ngựa chiến trong thế giới cổ đại là hướng dẫn của bậc thầy huấn luyện ngựa Kikkuli người Hittite, khoảng năm 1350 TCN, và mô tả tình trạng của các con ngựa kéo. Xe ngựa kéo cũng tồn tại trong nền văn minh Minoan, khi họ kiểm kê danh sách lưu trữ tại thành phố Knossos đảo Crete, khoảng năm 1450 TCN.
Xe ngựa kéo cũng được sử dụng ở Trung Quốc vào thời triều đại nhà Thương (1600-1050 TCN), chúng xuất hiện trong ngôi mộ. Cao điểm của việc sử dụng xe ngựa vào ở Trung Quốc là vào thời Xuân Thu (770-476 TCN), và vẫn tiếp tục sử dụng cho đến thế kỷ thứ 2 TCN.. Các mô tả về vai trò chiến thuật của xe ngựa kéo tại Hy Lạp cổ đại và La Mã cổ đại là rất hiếm. Sử thi Iliad có thể mô tả đến việc rèn luyện tại Mycenae, sử dụng xe ngựa kéo cho việc vận chuyển các chiến binh đi đến các trận chiến chứ không phải dùng cho chiến đấu thực sự. Sau đó, Julius Caesar đã xâm lược đảo Anh trong năm 55-54 TCN, có ghi chép các chiến binh cưỡi xe ngựa kéo người Anh ném lao, sau đó rời xe ngựa của mình để chiến đấu trên mặt đất.

### Kỵ binh

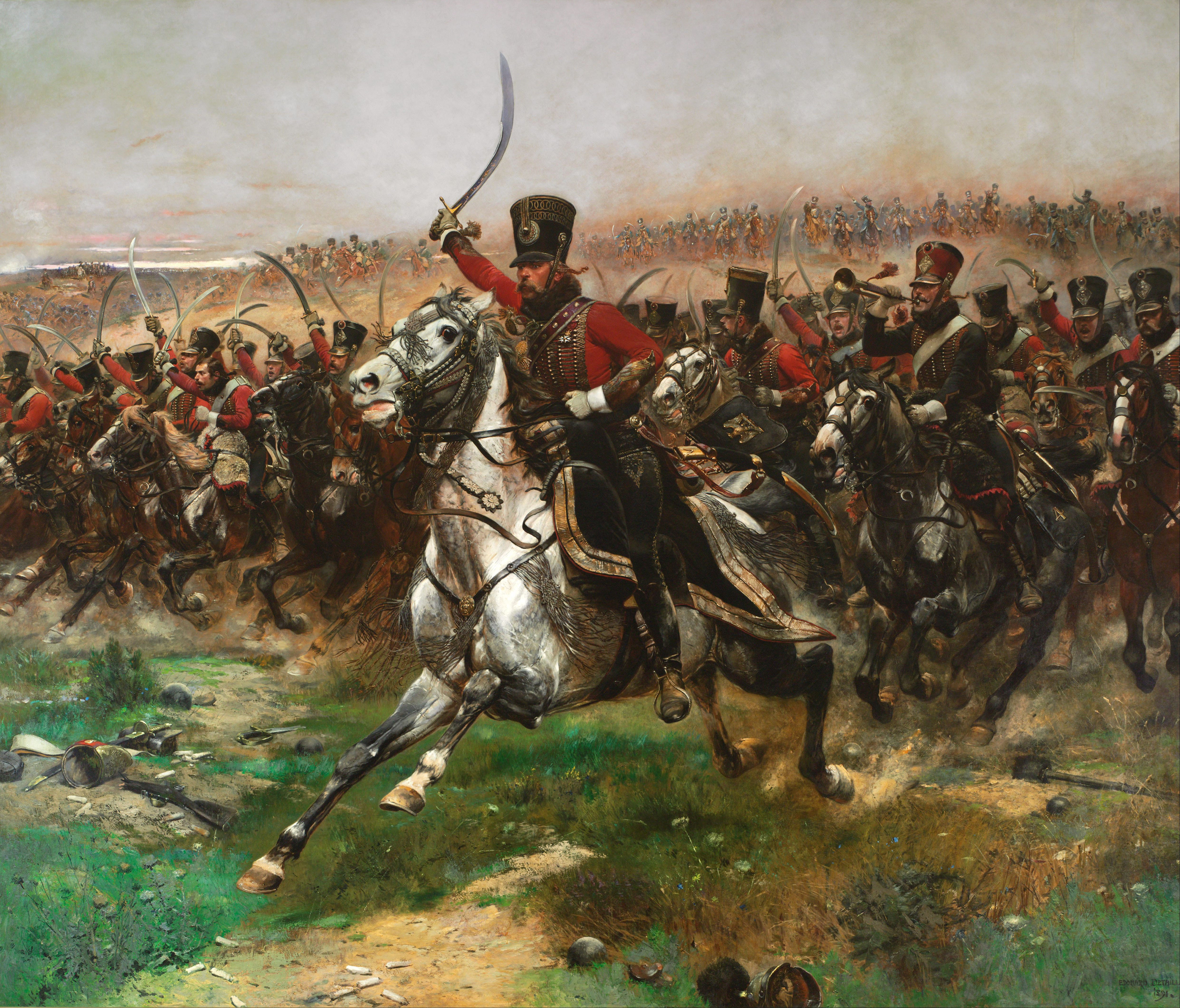
Sử dụng Khinh Kỵ tại trận Friedland

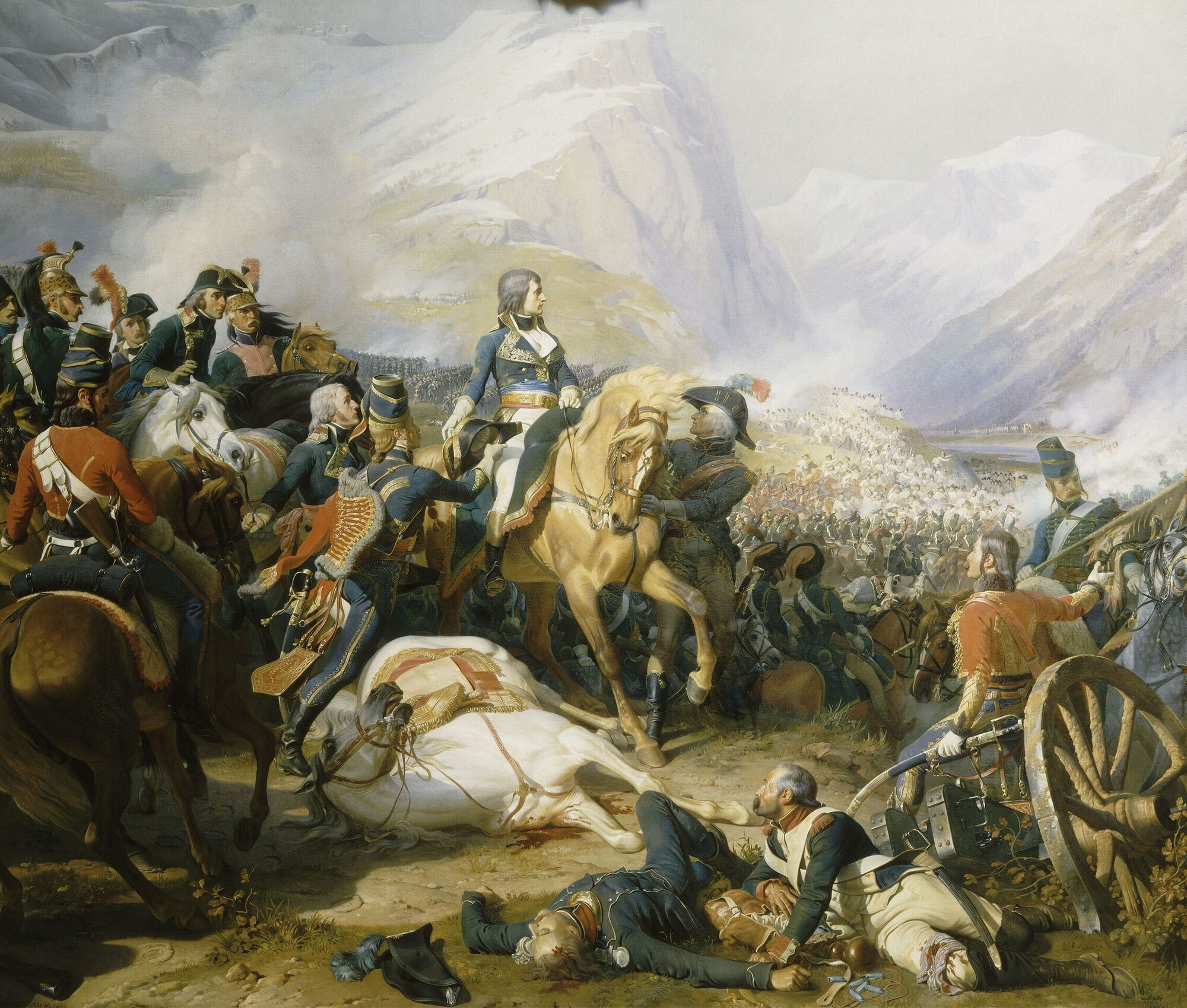
Napoleon trong trận Rivoli 1797, tranh vẽ của
Henri Félix Emmanuel Philippoteaux (1815–1884)

Một trong những ví dụ sớm nhất của việc cưỡi ngựa trong chiến tranh là những Kỵ xạ hay Kỵ phi giáo bắt đầu từ triều Assyria, cai trị bởi Ashurnasirpal II và Shalmaneser III. Tuy nhiên, họ lại ngồi xa đằng sau lưng của ngựa, điều này cản trở họ điều khiển ngựa di chuyển nhanh, và mỗi con ngựa lại có một người giữ ngựa đứng trên mặt đất để tạo cho cung thủ được tự do khi sử dụng cung. Người Assyria phát triển kỵ binh để phục vụ cho phòng thủ trước các cuộc xâm lược của người du mục từ phương Bắc, như người Cimmeri (đã xâm nhập bán đảo Tiểu Á TK 8 TCN và dần chiếm lãnh thổ Urartu trong suốt triều đại Sargon II khoảng 721 TCN).
Thời Hán có đội kỵ binh Hổ Báo Kỵ (虎豹骑) có thể nói là đội quân đặc chủng vào loại tinh nhuệ nhất thời Tam Quốc dưới trướng của Tào Tháo. Hổ Báo Kỵ do Tào Thuần chỉ huy, là lực lượng tinh nhuệ. Chính nhờ có sự giúp sức của đội Hổ Báo Kỵ, Tào Tháo mới có thể chém Viên Đàm đánh bại Lưu Bị cho tới diệt được đội thiết kỵ Tây Lương của Mã Siêu. Trong thời Tam Quốc, kỵ binh là binh chủng vào loại tốn kém nhất. Việc xây dựng một đội kỵ binh tinh nhuệ là cực kỳ tiêu tốn. Số lượng đội Hổ Báo Kỵ không được ghi chép cụ thể, biên chế của đội Hổ Báo Kỵ không nhiều.
Hổ Báo Kỵ là một đơn vị độc lập có thể tự tác chiến trên chiến trường, số lượng của đội Hổ Báo Kỵ theo suy đoán có thể vào khoảng 5-6 ngàn người. Trong cuộc chiến giữa Tào Tháo và quân Quan Tây của Mã Siêu cũng chính đội Hổ Báo Kỵ lập công trạng lớn trong việc tiêu diệt viên tướng lừng danh họ Mã. Quân Quan Tây của Mã Siêu cũng có đội kỵ binh gọi là "Tây Lương thiết kỵ" nổi tiếng, Mã Siêu dùng sức một châu đối đầu với toàn bộ Tào Ngụy tất cả dựa vào Tây Lương thiết kỵ, đủ thấy sức mạnh của lực lượng này. Tuy nhiên, Tây Lương thiết kỵ vẫn không địch lại sức mạnh của đội Hổ Báo Kỵ của họ Tào. Quân Tào dùng khinh binh khiêu chiến. Sau một thời gian khi cuộc chiến đã kéo dài, dùng đội Hổ Báo Kỵ tấn công chớp nhoáng, phá quân của Mã Siêu.

### Giáp mã
Trong binh pháp phương Đông việc sử dụng chiến mã và đánh trận bằng kỵ binh chủ yếu dựa vào phương châm "Tốc chiến, tốc quyết", đánh nhanh, rút lui nhanh và tận dụng yếu tố bất ngờ. Mã chiến thì có thể phát huy thế mạnh ở đồng bằng, đường giao thông thuận lợi, nhiều ngả đi nhiều ngõ đến, và rất kỵ chốn nê địa, tức địa hình khó khăn, hiểm trở, nhiều đầm lầy. Trong phép dùng mã chiến có phép: "liên hoàn giáp mã", theo phép đánh này thì người ta cho ngựa mang giáp sắt phủ kín hết thân mình, chỉ hở có đôi mắt, và cứ từ 5 đến 10 giáp mã thì sắp thành một hàng chữ "Nhất".
Trước ức ngựa có dắn một đòn cản đính con dao nhọn hoắt. Trân lưng mỗi con ngựa có một chiến binh mặc áo giáp, cầm dao hoặc cầm thương, mang cung tên, khi xông trận thì cho ngựa xông vào quân địch khiến cho đối phương hoảng loạn, tan rã hàng ngũ, thế rồi dùng dao thương, cung tên tiêu diệt. phép "liên hoàn giáp mã" chủ yếu uy hiếp tinh thần địch, đánh chọc thủng phòng tuyến quân thù và càn quét đối phương, công dụng như thiết giáp xa thời nay. Tuy nhiên phép "liên hoàn giáp mã" cũng có chỗ yếu của nó, là sự xoay chuyển khó khăn, di động chậm chạp. Để phá pháp "liên hoàn giáp mã" phải dùng câu liêm thương phối hợp với pháo lớn làm cho ngựa phải kinh hoàng phóng chạy, khi ấy chỉ dùng cân liêm thương móc vào chân ngựa. Cũng có thể dùng phép "lăn khiên" mà lăn tròn dưới mặt đất rồi dùng mã tấu chặt đứt chân ngựa.

## Lịch sử
Ngựa được sử dụng trong chiến tranh xảy ra hơn 5000 năm trước. Bằng chứng sớm nhất của việc dùng ngựa trong chiến tranh có từ Lục địa Á-Âu (Eurasia) (4000- 3000 TCN). Tranh minh họa của người Summerian từ 2500 TCN mô tả một số loại xe ngựa kéo. Khoảng 1600 TCN, những cải thiện về thiết kế yên cương ngựa và xe ngựa kéo đã dẫn đến xe ngựa kéo được sử dụng phổ biến trong suốt Cận đông cổ đại (Tây Á), và lần đầu tiên những dạng văn bản hướng dẫn huấn luyện ngựa sử dụng cho chiến tranh được viết vào khoảng 1350 TCN. Chiến thuật sử dụng kỵ binh chính thức thay thế xe ngựa kéo, vì vậy cần có phương pháp huấn luyện mới, và vào khoảng 360 TCN, viên chỉ huy kỵ binh người Hy Lạp Xenophon đã viết một luận thuyết sâu rộng về thuật cưỡi ngựa. Hiệu quả của ngựa trong chiến trận cũng đã được cách mạng hóa bởi những cải tiến công nghệ, gồm phát minh ra yên xe, bàn đạp yên ngựa, và vòng cổ ngựa.
Rất nhiều ngựa với kích cỡ và giống khác nhau đã được sử dụng trong chiến tranh, nó phụ thuộc vào tính chất của cuộc chiến. Các giống ngựa khác nhau cũng được sử dụng cho mục đích khác nhau, chúng được sử dụng để trinh sát, phá kỵ binh, đột kích, thông tin liên lạc, hoặc tiếp tế quân nhu. Trong suốt lịch sử, la và lừa cũng như ngựa, đóng một vai trò quan trọng trong việc cung cấp quân nhu cho quân đội trên chiến trường. Ngựa phù hợp với chiến thuật chiến tranh của các nền văn hóa du mục từ thảo nguyên Trung Á. Nhiều nền văn minh Đông Á đã sử dụng phổ kỵ binh và xe ngựa. Các chiến binh Hồi giáo dựa vào khinh kỵ trong các chiến dịch của họ trên khắp Bắc Phi, châu Á và châu Âu bắt đầu từ thế kỷ thứ 7 và thứ 8 sau công nguyên.
Người châu Âu sử dụng một số loại ngựa chiến tranh trong thời Trung Cổ, và các chiến binh thiết kỵ nổi tiếng nhất của thời kỳ này là kỵ sĩ giáp sắt. Với sự suy giảm của các kỵ sĩ và gia tăng của thuốc súng trong chiến tranh, kỵ binh ánh sáng một lần nữa nổi lên, được sử dụng trong cả cuộc chiến tranh châu Âu và trong cuộc xâm lược châu Mỹ. Những trận chiến bằng kỵ binh đã tạo ra vô số các vai trò trong những năm cuối thế kỷ 18 đầu thế kỷ 19 và thường có vai trò quyết định cho chiến thắng trong các cuộc chiến tranh của Napoleon.
Ở châu Mỹ, các bộ lạc dân bản địa đã học việc sử dụng ngựa và phát triển các chiến thuật chiến tranh và các trung đoàn ngựa cơ động cao đóng vai trò quan trọng trong cuộc Nội chiến Mỹ. Kỵ binh bắt đầu bị loại bỏ sau Chiến tranh thế giới thứ nhất do ưu thế của chiến tranh thiết giáp, mặc dù một vài đơn vị kỵ binh ngựa vẫn còn được sử dụng vào chiến tranh thế giới II, đặc biệt là trinh sát. Vào cuối Chiến tranh Thế giới II, ngựa đã được hiếm khi được thấy trong trận chiến, nhưng vẫn còn sử dụng rộng rãi để vận chuyển binh lính và quân nhu.
Ngày nay, trong chiến trận các đơn vị kỵ binh gần như không có, mặc dù ngựa vẫn được nhìn thấy trong tổ chức lực lượng vũ trang của các nước thuộc thế giới thứ ba. Nhiều quốc gia vẫn duy trì các đơn vị nhỏ để dùng cho tuần tra và trinh sát, và các đơn vị ngựa trong quân đội sử dụng cho các mục đích nghi lễ và giáo dục. Ngựa cũng được sử dụng để tái hiện lịch sử (Historical reenactment) của trận chiến, thực thi pháp luật, và trong các cuộc thi cưỡi ngựa bắt nguồn từ kỹ năng cưỡi và đào tạo từng được sử dụng bởi quân đội. Ngựa gắn với lịch sử chiến tranh lâu dài của loài người, gắn liền với các tướng lĩnh nhất là các võ tướng trên chiến địa, gắn liền với những sử thi, truyền thuyết của loài người.

## Thời cổ đại

### Trung Cận Đông

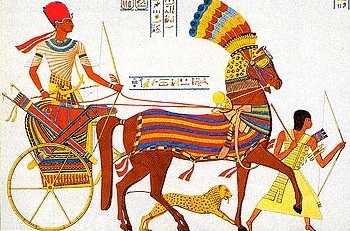
Một chiến xa của Ai Cập

Vào đầu thiên niên kỷ thứ nhất, cả Trung Cận Đông lẫn Hy Lạp, Ai CẬp đều chưa biết đến kỵ binh. Người Assyria đi đầu trong các dân tộc dùng kỵ mã vào chiến tranh. Hình ảnh của những cỗ chiến xa đầu tiên do ngựa kéo được tìm thấy trên các bức chạm Sumer cổ xưa (3000 năm trước Công nguyên). Chúng có bốn bánh được gắn vào các trục không quay. Loại xe kéo của người Ai Cập và Assyrie đã được sử dụng rộng khắp châu Á và các nơi khác vào khoảng 1600 năm trước Công nguyên.
Chúng là loại xe một trục và trục được gắn ở phía, do đó ngựa cùng với càng xe nhận về phần mình thêm sức nặng của xe. Trên xe có xà ích với một hoặc hai xạ thủ bắn cung. Ngoài ra còn có những lưỡi dao trông giống như lưỡi hái, nhọn và sắc là một thứ vũ khi nguy hiểm được gắn vào moay – ơ của xe. Người ta thường đưa xa chạy thành một dãy để xông vào phản công kẻ thù, phá tan binh địch. Có thể nói, Ở phương Đông khoảng 2000 năm trước công nguyên, ngựa được dùng để kéo chiến xa và vào khoảng 1000 năm trước công nguyên ngựa đã được dùng làm ngựa chiến và kỵ binh là đơn vị chủ yếu của quân đội.

### Hy Lạp
Sau đó đến người Hy Lạp sử dụng ngựa trong chiến trận. Lịch sử Hy Lạp có chuyện ngựa gỗ thành Troia. Khi quân Hy Lạp đến bao vây thành Troie, dân thành này chống cự hăng hái đến nỗi quân Hy Lạp không thể nào vô thành được. Theo mưu mẹo của Odysseus chế ra một con ngựa gỗ rất cao lớn, bên trong rỗng ruột để quân linh chui vào nấp, sau đó giả vờ bỏ con ngựa lại chiến trường rồi ra lệnh tất cả thuyền bè rút ra khơi. Dân thành Troia thấy quân Hy Lạp rút lui, vui mừng kéo nhau ra khỏi thành hì hục đưa con ngựa gỗ vào bên trong thành như là một chiến lợi phẩm quý giá thu được từ Hy Lạp. Nửa đêm hôm nấy, quân mai phục từ bụng con ngựa chui ra chém giết lung tung, mở cửa thành cho quân Hy Lạp tràn vào.
Ở giai đoạn phát triển của Vương quốc Macedonia, người Hy Lạp-Macedonia đã sử dụng khá rộng rãi ngựa trong chiến trận đặc biệt là việc sử dụng kỵ binh dần ưu thế so với chiến xa vì những địa thế gập ghềnh hiểm trở thì kỵ sĩ tỏ ra có hợi thế hơn là các cỗ xe chiến đấu do có thể xoay trở nhanh và cơ động hơn do đó, xe do ngựa kéo đã tục xuống hàng thứ yếu. Trong khi vận dụng các đội kỵ mã, Macedonia đã đạt được những thành công rất lớn đến vĩ đại, trong việc áp dụng kỵ binh vào chiến trận.
Cụ thể là trong trận Gaugamela đẫm máu (331 trước Công Nguyên), lực lượng của đến quốc Ba Tư chiếm ưu thế so với quân Macedonia. Quân Ba Tư có voi chiến, hàng ngàn cỗ xe chiến, rất nhiều kỵ mã và bộ binh. Dưới sự lãnh đạo và chỉ huy kiêm vị vua trẻ xứ Macedonia, Alexandros Đại đế đã tung 7.000 kỵ mã và 40.000 bộ binh vào trận. Ông này bố trí lực lượng có thể tấn công vào đại binh của vua Ba Tư Darius III vốn chậm chạp và cơ động kém, khiến cho quân Ba Tư hoảng loạn, xe nọ đè lên xe kia, nghiến luôn cả bộ binh. Còn các đạo quân của Macedonia thì thừa thắng tiêu diệt được nhiều kẻ thù. Tạo nên bước ngoặt lớn trong trận chiến này.
Có thể nói, ở giai đoạn này, con ngựa nổi danh thế giới là con Bucephalas của vua Alexandros đại đế. Chuyện kể rằng, một người lái buôn Ba Tư dắt con hắc mã đến bán cho vua Philippos II của Macedonia nhưng tất cả các tay kỵ mã tài giỏi nhất đều không thể nào điều khiểu nổi con ngựa bất kham này. Hoàng tử Alexandros lúc đó hãy còn là cậu bé, đi chậm rãi đến bên con ngựa, dịu dàng đưa tay vỗ nhẹ vào cổ nó và khẽ lái con thần mã hướng về phía Mặt trời để không còn sợ bóng của nó và cuối cùng đã thuần hóa được con vật dữ tợn. Sau đó vị vua trẻ và con chiến mã đã cùng nhau tung hoành chiến địa, chinh phục cả quốc Ba Tư rộng lớn và dựng lên một đế quốc mới bao la ở châu Á.
Sứ giả Plutarchus đã chứng kiến sự kiện trên cũng kể lại rằng, khi con Bucephalas qua đời tại Ấn Độ, Alexandris buồn bã trước cái chết của người bạn thân yêu đã cho lập thành phố Bucephalia để tưởng nhớ nó. Nòi giống của nó được tồn tại mãi đến ngàn năm sau tại các xứ châu Á. Nhà thám hiểm Marco Polo kể rằng, vua Badasan thấy cậu mình có một chuồng ngựa thuộc dòng Bucephalas, xin ông này một con nhưng không được liên ám sát ông cậu để cướp ngựa. Nhưng bà mợ đã sai người di giết hết cả bầy ngựa quý đó để trả thù. Vụ này xảy ra vào năm 1280, và từ đó dòng Bucephalas tuyệt diệt.

### La Mã
Thời La Mã Cổ Đại, các loại ngựa chiến chỉ để dùng vào công tác thông tin, liên lạc là chính. Lực lượng chủ chốt của đế quốc La Mã là vô số bộ binh được huấn luyện rất tốt được biên chế thành các Bách nhân đội. Còn để tham chiến trong các trận đánh quy mô thì thuê mướn các đội kỵ binh người tộc German (kỵ binh sông Rhin). Người La Mã thường sử dụng các đội kỵ binh người Bắc Phi đặc biệt là kỵ binh Numidia. Họ chiến đấu trên lưng ngựa loại thấp bé những rất lanh lợi và dai sức. Đây là đạo kỵ bịnh không mặc áo giáp và vũ trang rất tồi nhưng thường xuất hiện đột kích bất ngờ rồi rút lui nhanh, kiến cho đối phương lúng túng và làm hoảng loạn đội hình.
Trong thời La Mã cổ đại, ngoài con ngựa trắng của Caesar thì con ngựa yêu quý Incitatus của Hoàng đế Caligula cũng là một con ngựa nổi tiếng. Người ta nói rằng, Caligula đã cho nó một cái chuồng tuyệt hảo được trang hoàng bằng đá cẩm thạch và ngà voi và một chiếc vòng cổ đẹp được phủ đầy ngọc quý. Có nhiều câu chuyện truyền miệng về Incitatus, có lẽ là bắt nguồn từ những lời nói nước đôi nực cười của Caligula. Theo nhà sử học Cassius Dio, vị nguyên thủ này đã hứa sẽ phong cho Incitatus làm quan Tổng tài, và Suetonius đã kể lại những tin đồn về kế hoạch ấy.

### Trung Quốc
Ở Trung Quốc, khoảng 2.000 năm trước Công nguyên, ngựa được dùng để kéo chiến xã và khoảng 1.000 năm sau đó, con ngựa được dùng làm ngựa chiến và kỵ binh là đơn vị chủ lực trong quân đội của các triều đại phong kiến. Ngựa tham dự chiến trận suốt chiều dài lịch sử Trung Quốc. Ở Trung Quốc cũng như các nước phương Đông, hình ảnh "da ngựa bọc thây" xuất phát từ câu nói của Phục Ba Tướng quân Mã Viện đã nói lên hình ảnh bi hùng ở nơi chiến địa, người và ngựa đã thường vào sinh ra tử. Nhiều con tuấn mã đã cùng với chủ tướng lập nên nhiều chiến công hiển hách, lưu danh trong sử sách. Hán Cao Tổ Lưu Bang, ông vua sáng lập ra nhà Hán vẫn thường tự phụ là nhờ có mười năm sống trên lưng ngựa nên mới thu phục được cả giang san (trong một lần đối thoại). Trong khi đó Tây Sở Bá Vương Hạng Vũ cũng có con ngựa chiến Ô Truy ở bên cạnh.
Cuối thời Đông Hán và thời Tam Quốc, ngựa cũng được sử dụng rộng rãi trong chiến tranh và gắn liền với hình ảnh của các chiến tượng. Các đội kỵ binh Tây Lương do Mã Siêu chỉ huy đã gây khó khăn nhiều cho triều đình nhà Hán trong các trận chiến. Tào Tháo cũng tổ chức được đội kỵ binh mang tên Hổ Báo Kỵ hay còn gọi là Hổ kỵ là đội quân chủ lực của Tào Tháo. Trong các chiến dịch Bắc phạt của Thừa tướng Gia Cát Lượng nước Thục, ông đã sử dụng Trâu gỗ, ngựa máy để vận chuyển lương thảo trong lần tấn công thứ ba. Ngựa gỗ của Gia Cát Lượng là một thứ ngựa máy có thể thay thế ngựa thật để vận tải quân lương.
Những con ngựa trong thời kỳ này có thể đề cập con ngựa Đích Lư cũng thuộc loại ngựa tốt. Nó mang Lưu Huyền Đức nhảy qua suối Đàn Khê thoát nạn trong khi đoàn quân của Thái Mao truy đuổi theo sau (theo tiểu thuyết Tam Quốc diễn nghĩa). Trong thời kỳ này con ngựa nổi tiếng nhất là ngựa Xích Thố. Ngựa Xích Thố có sắc lông màu đỏ tượng trưng cho ngựa quý. Dã sử sau này Trung Quốc còn chép, vua nước Lương có ngựa rất quý, ngày chạy ngàn dặm, tên là Tiêu Sương. Khi con ngựa này bị vua Tống đánh cắp đem về, nó nhớ chủ cũ, bỏ ăn rồi chết. Hoàng đế Đường Huyền Tông cũng nổi danh là ông vua mê ngựa vì trong tàu ngựa của ông có đến bốn vạn con ngựa quý.

### Việt Nam
Lịch sử Việt Nam cũng nói đến con ngựa sắt thần kỳ của Phù Đổng Thiên Vương con ngựa này được bọc sắt, cao lớn có khẳ năng phi nhanh, khạc lửa và có thể bay lên trời. Theo huyền sử thì vào đời Hùng Vương thứ sáu, có quân đội nhà Ân tràn vào xâm lược nước Văn Lang, gây nhiều tội ác. Hùng Vương rất lo và cho sứ giả đi tìm khắp nơi để tìm người tài ra cứu nước. Sau có cậu Gióng đã lên ba tuổi mà không biết nói, biết cưới. Nghe sứ giả của nhà vua đi kén người ra giúp nước, thì cậu nói được và mời vị sứ giả đến và bảo: "Ngài về tâu với đức vua đúc cho con ngựa sắt, roi sắt, áo giáp sắt và chiếc mũ sắt mang đến cho ta để ta đi đánh giặc Ân". Sau cái hôm đó, Gióng lớn nhanh như thổi, ăn uống la liệt. Ngựa sắt, mũ sắt và giáp sắt, đã rèn xong. Gióng nhảy lên lưng ngựa, Ngựa hí một tiếng dài, thét ra lửa, lao vút ra trận. Phá xong quân Ân, Gióng phi ngựa đến chân núi Sóc Sơn, ghìm cương, cởi giáp và mũ treo lên một cành cây, sau đó cả người lẫn ngựa bay thẳng lên trời.

## Trung Cổ

### Hồi giáo

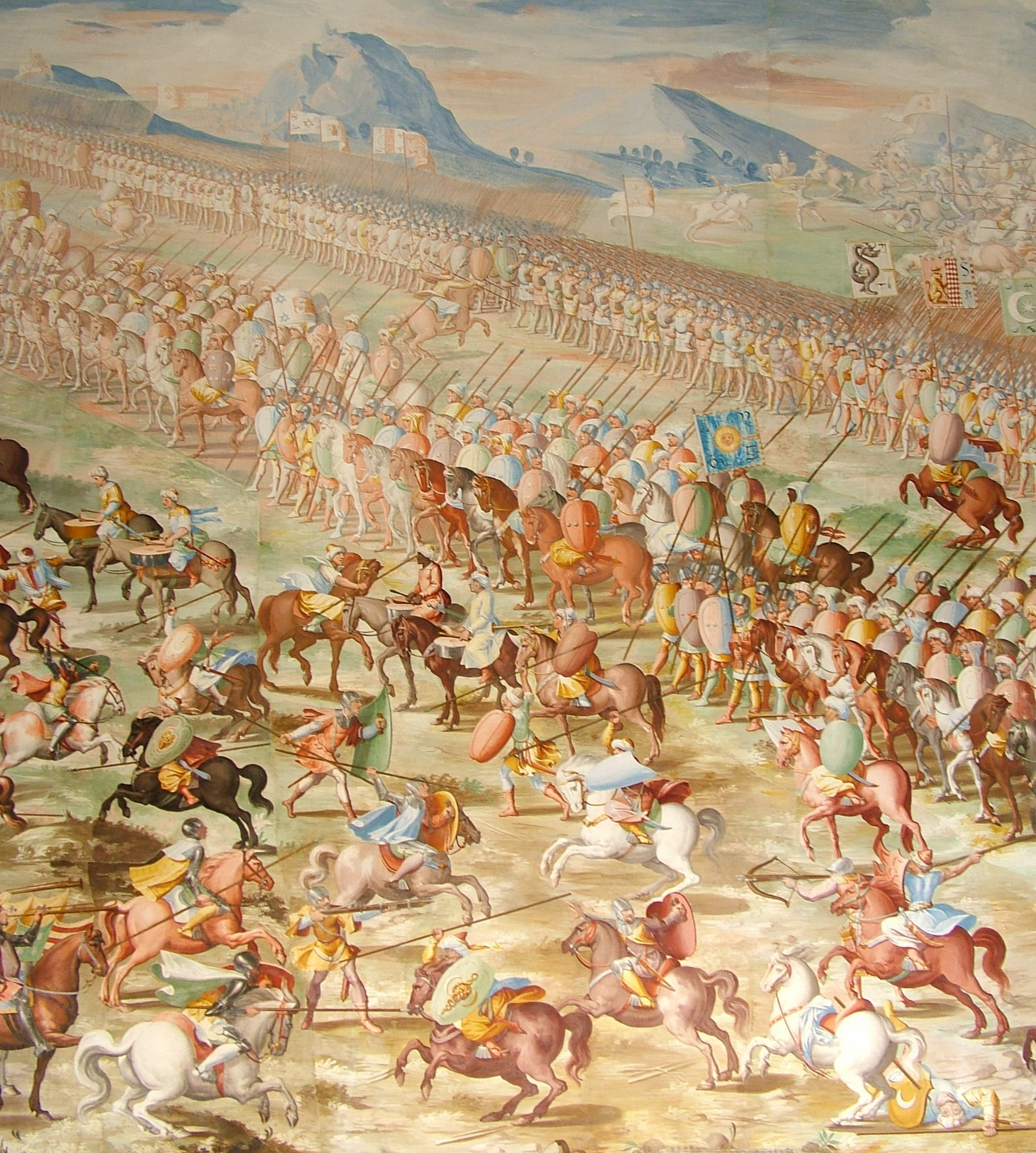
Đội kỵ binh của quân Ả rập trong một trận đánh

Người Ả Rập ở vào thế kỷ thứ 7 sau Công nguyên dã quyết định chinh phục cả thế giới bằng những đội kỵ mã tài ba. Với những con ngựa chiến thuộc giống ngựa Ả rập, họ có thể phi qua sa mạc mà có thể không phải quá chú trọng vào việc nghỉ ngơi, ăn uống và con ngựa tốt đối với người Ả Rập là một tài sản quý giá. Giống ngựa Ả Rập ra đời vào khoảng thế kỷ 6. Trong khi các hiệp sĩ châu Âu rất ưa chiến đấu trên lưng ngựa đực, còn các kỵ binh Ả Rập ngược lại, rất thích ngựa cái vì ngựa cái phi êm hơn, không hay đòi ăn, dễ phục kích kẻ địch vì chúng không hay hí hoặc tự tiện hí vang.
Ngựa này còn dùng trong thông tin liên lạc, phi nước kiệu là kiểu vận chuyển rất nhanh của ngựa. Kỷ lục chạy nhanh nhất của ngựa ở cự ly 150m là 66 km/h. Giống ngựa Ả Rập có thể chạy liên tục 250 km suốt ngày đêm trong những điều kiện khó khăn. Do đó, từ lâu nhiều nước trên thế giới người ta dùng ngựa trạm để đưa thư, công văn và thông tin liên lạc. Từ kế kỷ thứ 8 cho đến thế kỷ thứ 11, người Moor ở Bắc Phi đã dùng kỵ binh chiếm chọn cả vùng này và đe doạ đến nước Tây Ban Nha (đã tiến chiếm gần ½ bán đảo Tây Bồ). Dòng máu của giống ngựa Bắc Phi hoà cùng dòng máu ngựa địa phương đã cho ra đời giống ngựa Andalou nổi tiếng sau này và phát triển cả ở châu Âu.

### Châu Âu
Vào thời Trung Cổ ở châu Âu các hiệp sĩ phương tây thường dùng các giống ngựa to con và bình tĩnh để chở cả người và trọng lượng áo giáp cồng kềnh (và đặc biệt chỉ sử dụng ngựa đực). Đến lúc truy đuổi kẻ thù, ngựa phải tỏ ra nhanh nhẹn và dai sức khi phi nước đại. Con ngựa chiến nổi tiếng có thể kể đến trong thời kỳ này là con Bavieca hay Babieca của El Cid đã cùng vị hiệp sĩ này chinh chiến nhiều năm, giành nhiều vinh quang. Tuy vậy, đôi khi kỵ binh ở châu Âu bị khuất phục trước cung tên ví dụ như trong trận Crécy giữa Anh và Pháp, các cung thủ Briton của Anh dựa vào vị trí hiểm trở và cung nỏ tốt đã đánh bại đội kỵ binh của quân Pháp.

### Mông Cổ

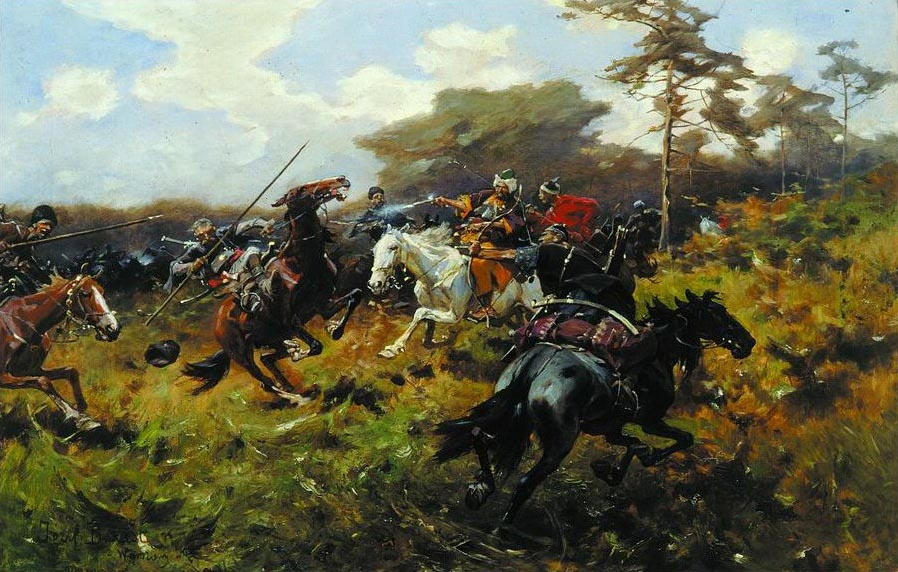
Kỵ binh Mông Cổ trong một trận đánh

Vào thế kỷ 13 sau Công nguyên vó ngựa quân Mông Cổ tung hoành khắp nơi. Giống ngựa Mông Cổ bắt nguồn từ những đồng cỏ phương Bắc với vóc dáng có phần nhỏ hơn, chân ngắn hơn, bờm và đuôi rậm hơn, song chúng ít đòi hỏi chăm sóc, sức chịu đựng tốt, có thể sống quanh năm bằng cỏ mọc trên thảo nguyên, đặc biệt thích nghi tốt với khí hậu cận nhiệt đới. Có Trong suốt thế kỷ XIII, vó ngựa của quân xâm lược Mông Cổ đã tung hoành khắp nơi. Với sức mạnh quân xâm lược Mông Cổ đã bành trướng xuống phía Nam, ngựa Mông Cổ có thể nói là phương tiện duy nhất để di chuyển đại quân từ Á sang Âu. Vó ngựa Mông Cổ đi đến đâu thì cỏ không mọc được, đến đâu thì bình địa đến đó, máu chảy đầu rơi, xơ xác.
Đội kỵ binh của Thành Cát Tư Hãn sở hữu sức mạnh đáng gờm, sự thiện chiến đáng kinh ngạc, mỗi lần vó ngựa của quân Mông Cổ đi đến đâu là chiến thắng vang dội ở đó. Dưới sự thống lĩnh của một thiên tài quân sự kiệt xuất và một đội kỵ binh bất bại, họ đã tạo ra một đế chế rộng lớn và hùng mạnh nhất trong lịch sử nhân loại, đội kỵ binh Mông Cổ được chỉ huy bởi một thiên tài quân sự kiệt xuất mọi thời đại là Thành Cát Tư Hãn. Về phương diện chiến lược, Thành Cát Tư Hãn có một tập chiến lược để đời được hậu nhân đặt là chiến lược "Đại vu hồi". Đây chính là sự vận dụng tài tính kỹ thuật trong vây bắt khi đi săn bắn của dân Mông Cổ vào trong chiến đấu. Rất nhiều thành lũy vững chắc đã trở thành "con mồi" trong các cuộc vây bắt của đội kỵ binh Mông Cổ.
Một trong đặc điểm nổi bật của chiến lược "Đại vu hồi" đó là tạo ra nhiều vòng vây kín quân địch, cắt đứt mọi tai mắt và hậu phương của kẻ địch, kép chặt và cô lập quân địch vào giữa vòng vây, không cho quân địch con đường thoát. Một nhà sử học thời Tống viết: "Người Thát lớn lên trên lưng ngựa, tự luyện tập chiến đấu từ mùa Xuân đến mùa Đông, ngày ngày săn bắn, đó chính là cách sống của họ. Về đánh trận họ lợi ở dã chiến, không thấy lợi thì tiến quân... trăm quân kỵ quay vòng, có thể bọc được vạn người. Nghìn quân kỵ tản ra có thể dài đến trăm dặm. Kẻ địch hợp lại thì họ cũng hợp lại, hoặc tản ra, hoặc ẩn hoặc hiện, đến thì như trên trời xuống, đi thì nhanh như chớp giật... Họ mà thắng thì đuổi theo địch chém giết không để trốn thoát, họ mà thua thì chạy rất nhanh đuổi không kịp".
Để phát huy sức mạnh của các đội kỵ binh, không chỉ phát huy lợi thế di chuyển nhanh, quân Mông Cổ thường dùng bài chia rẽ lực lượng quân địch và áp đảo các cánh quân lẻ bằng cung nỏ. Họ tìm các phong tỏa hoặc vây hãm kẻ thù và chiếm lợi thế về quân số tại điểm tấn công. Ngựa cưỡi của quân kỵ bị tấn công, họ đẩy kỵ binh địch khỏi lưng ngựa để dễ dàng tiêu diệt. Các trận chiến thường diễn ra rất nhanh và ào ạt làm nên chiến thuật của người Mông Cổ là thần tốc, ào ạt và hủy diệt. Tốc chiến tốc quyết tựa sấm đánh không kịp bưng tai.
Trong khi đó, lực lượng kỵ binh nhẹ Mông Cổ không đủ khả năng chống đỡ khi đánh sát với kỵ binh trang bị giáp, thì họ tránh giao đấu giáp lá cà. Lính Mông Cổ chọn giải pháp "bỏ chạy" rất nhanh rồi bất ngờ quay ngược trở lại và lại chuyển thành người săn đuổi, thực hiện đòn hồi mã cung. Họ cũng rất giỏi trong việc đánh úp, đột kích kẻ địch.
Thông thường, mỗi người lính đều có từ 4-6 con ngựa. Đặc biệt, họ sẽ luân chuyển việc cưỡi từng con ngựa trong khi tham gia chiến đấu, để đảm bảo không có một con ngựa nào bị cạn kiệt sức lực. Điều này góp phần tăng khả năng linh hoạt cho quân đội Mông Cổ. Họ có thể đi được rất xa, khoảng gần 100 đến 160 km/ngày. Giống ngựa của người Mông Cổ tuy nhỏ nhưng nhanh nhẹn, chúng có thể sinh tồn được ngay ở ở trong những môi trường thưa thớt cỏ nhất. Ngựa Mông Cổ có độ bền tuyệt vời, rất dai sức và có thể chạy một quãng đường dài mà không bị đuối sức. Chiến thuật chiến đấu của đội quân thiện chiến này bắt nguồn từ lối sống du mục của người Mông Cổ. Những binh lính Mông Cổ đã trải qua cuộc sống trên lưng ngựa, chăn thả gia súc và săn bắn để sinh tồn trên các thảo nguyên rộng lớn, những kỹ năng này dễ dàng được họ vận dụng sang các trận chiến, quân đội Mông Cổ được huấn luyện hàng ngày trong các cuộc đua ngựa, bắn cung, chiến đấu tay đôi trong các trận chiến và các cuộc tập trận từ quy mô nhỏ tới lớn.

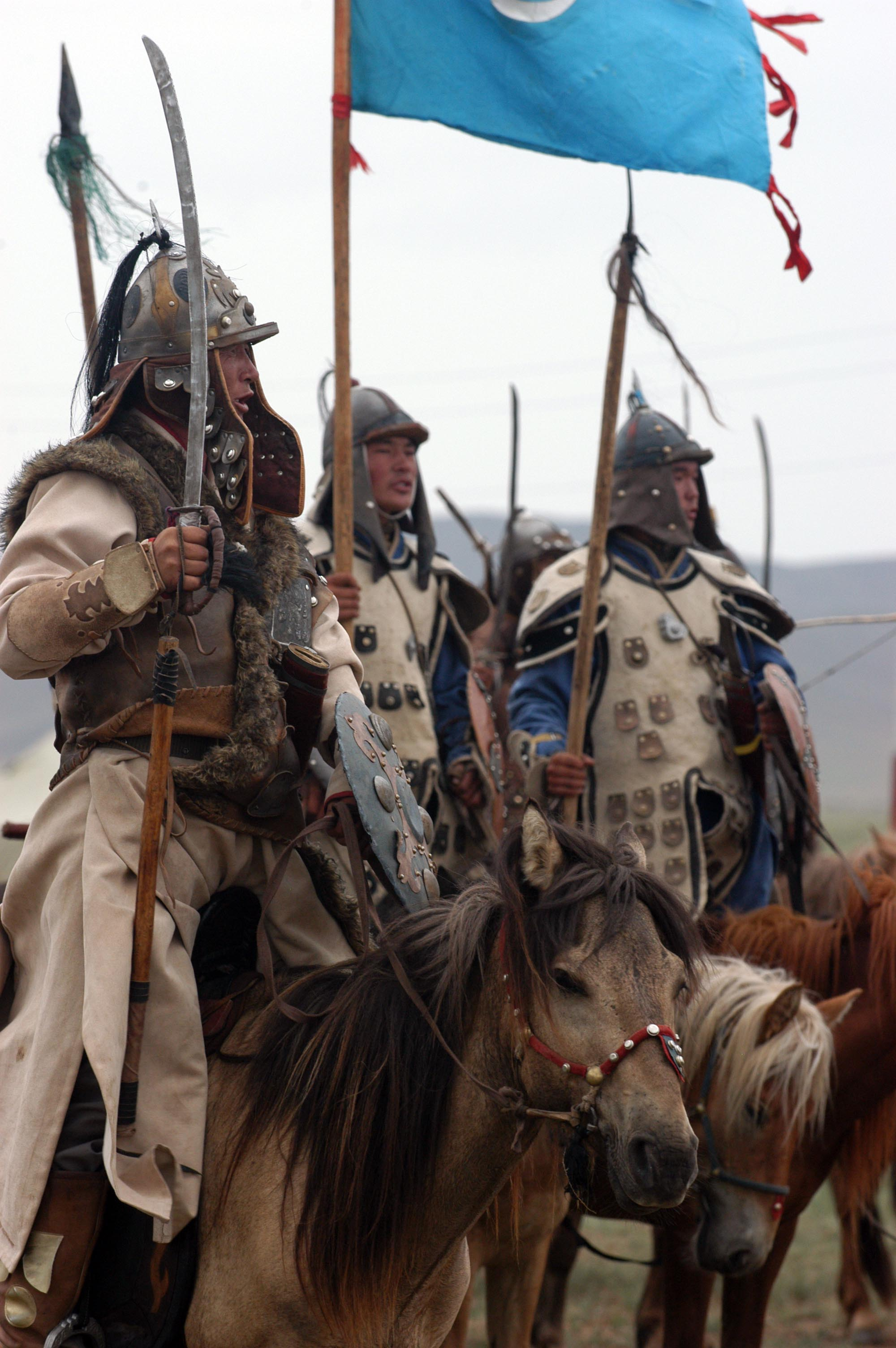
Phục diễn tái hiện Kỵ binh Mông Cổ

Nếu như quân đội hay kỵ binh truyền thống được coi như "xe tăng", thì kỵ binh Mông Cổ được ví như những phi công chiến đấu. Sự chủ động và linh hoạt trong di chuyển giúp họ trở nên bất khả chiến bại. Khi mặt đối mặt với đối thủ, kỵ binh Mông Cổ phi ngựa chạy nhanh như gió tiến về phía trước và đồng thời bắn tên liên tục để tạo thế trận tấn công dữ dội và đáng sợ. Sau đó, khi chỉ còn cách đối thủ chừng vài mét, kỵ binh Mông Cổ bất ngờ quay lưng lại và nhanh chóng rút đi nhưng với khả năng xoay chuyển vô cùng linh hoạt trên yên ngựa, nên các kỵ binh Mông Cổ vẫn có thể bắn tên về phía kẻ địch ngay cả khi họ quay lưng rút lui.
Chiến thuật tấn công và liên tục rút lui kỳ lạ của người Mông Cổ khiến thế trận của đối phương trở nên hỗn loạn hơn. Việc tấn công hai bên sườn, đánh vu hồi, bao vây, chi cắt đội hình địch và bắn một loạt "cơn mưa tên" từ kỵ xạ Mông Cổ cũng khiến quân địch mất tinh thần, rối loạn. Tại thời điểm hầu hết quân đội giành chiến thắng chỉ bằng cách tiến lên phía trước thì người Mông Cổ có thể vừa tiến vừa rút lui trong trận chiến của mình. Khi giáp mặt đối thủ, kỵ binh Mông Cổ nhanh như gió tiến lên phía trước, bắn tên liên tục, dàn thế trận tấn công dữ dội. Khi cự ly với đối thủ chỉ còn khoảng vài mét, kỵ binh Mông Cổ quay lưng lại và rút nhanh.
Khi nhận thấy có nguy cơ thất bại, những binh sĩ Mông Cổ sẽ sử dụng chiến thuật tâm lý đặc biệt. Những kỵ binh khi đó sẽ quay lưng và giả vờ rút lui. Lúc bấy giờ, đối thủ thường mất cảnh giác sẽ đuổi theo và tin rằng thế trận đang nghiêng về phía họ nhưng khi họ thúc ngựa tiến đến gần, những kỵ binh Mông Cổ sẽ bất ngờ quay lại, chạy vòng vòng cơ động và tiếp đến đội quân xạ thủ sẽ xông lên bắn "cơn mưa" mũi tên vào kẻ địch, và những kỵ binh mặc áo giáp nặng hơn sẽ tấn công bằng những vũ khí sắc nhọn như giáo, thương. Khi đó, trận chiến như đã được an bài với phần thắng nghiêng về đại quân Mông Cổ.
Cung thủ Mông Cổ là bậc thầy chiến đấu với kỹ thuật bắn tên thiện xạ. Cung thủ là một phần quan trọng trong đội quân của Thành Cát Tư Hãn. Người Mông Cổ có thể săn bắn ngay sau khi họ có thể cầm được cây cung. Cũng giống như cưỡi ngựa, những binh lính Mông Cổ thường xuyên rèn luyện khả năng bắn cung, với bia bắn cách xa tới 200m. Khả năng sử dụng cung tên bậc thầy, giúp đại quân Mông Cổ đánh bại được nhiều đội quân hùng mạnh trên thế giới. Nhờ được đào tạo và rèn luyện thường xuyên, giúp người Mông Cổ trở thành những cung thủ thiện xạ với khả năng chiến đấu "đáng sợ". Cung thủ Mông Cổ có thể bắn được nhiều mục tiêu cùng lúc. Bên cạnh đó, đội quân Mông Cổ cũng sử dụng nhiều loại vũ khí khác nhau như kiếm lưỡi cong, chùy, búa và dao găm giúp họ dễ dàng xử lý khi chiến đấu trên ngựa và trên bộ.

### Việt Nam

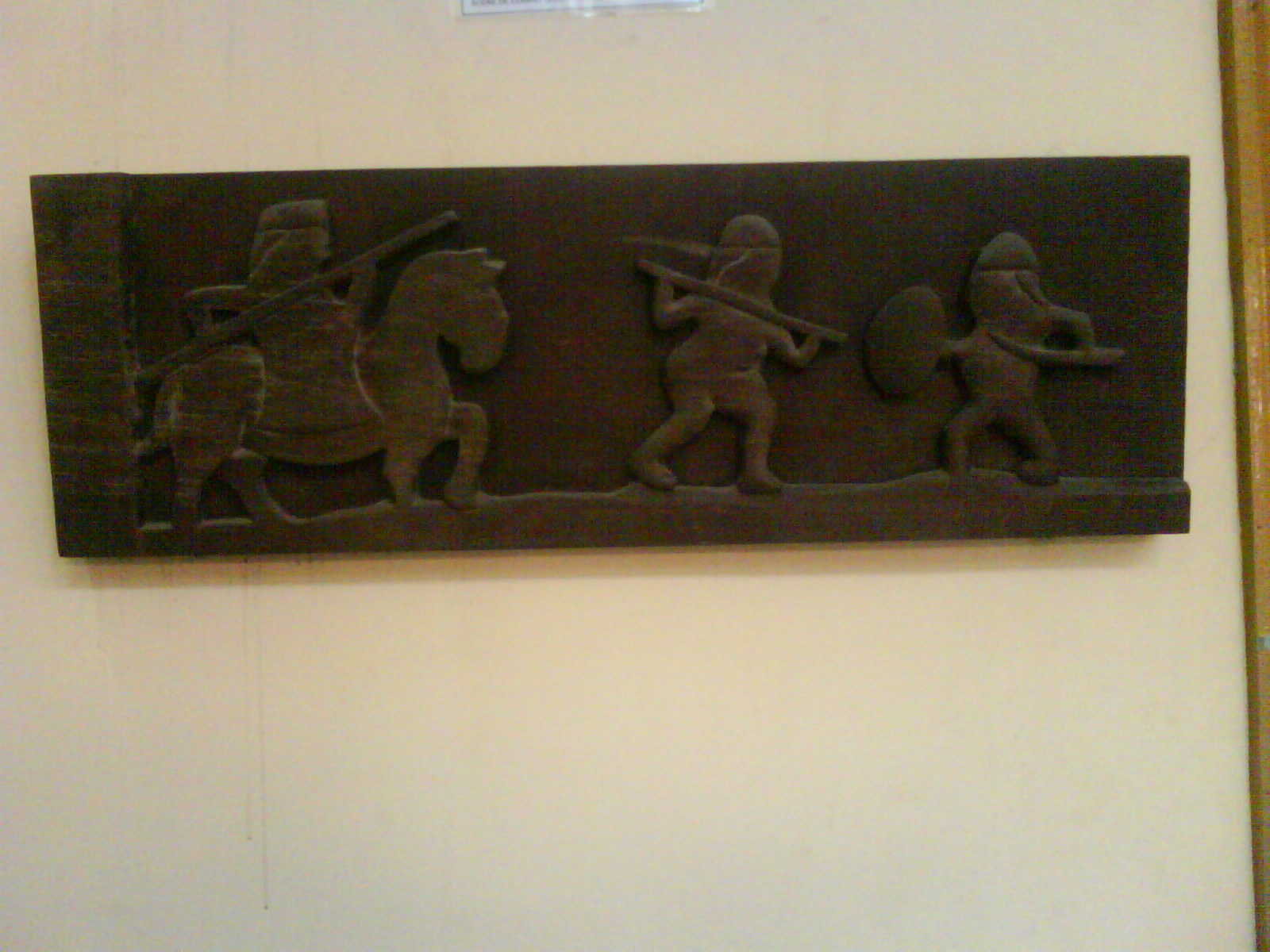
Khắc gỗ thời Trần tk 13: tập võ, bảo tàng lịch sử thành phố Hồ Chí Minh. Kỵ binh đâm thương bằng cả hai tay thay vì kẹp thương dưới nách như kỵ sĩ châu Âu.

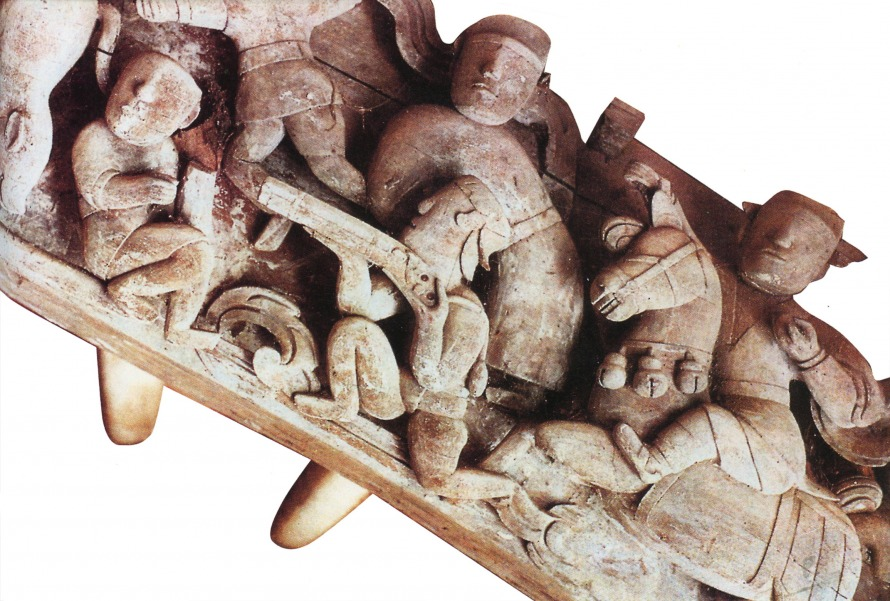
Kỵ xạ thế kỷ 17. Chạm gỗ cảnh săn hổ- đình Hạ Hiệp-Hà Tây.

Nỗ lực xây dựng lực lượng kỵ binh được ghi chép sớm nhất trong sử sách Việt Nam là dưới triều nhà Lý. Năm 1170, nhà vua cho xây Xạ đình (trường bắn) ở Nam Hoàng Thành. Ngoài học kinh vở, binh pháp, 1 nội dung bắt buộc trong hệ thống giáo dục cho con em quý tộc thời Lý là luyện tập cưỡi ngựa bắn cung. Tập tục này trở thành chuẩn mực cho các triều đại về sau. Trong các kỳ thi tiến sĩ võ, ban võ nghệ đầu tiên được thao diễn bao giờ cũng là cưỡi ngựa. Thời Lê Thánh Tông, trong 66 Ty ở Kinh đô, có 7 Ty cung nỏ, trong đó có Ty Kỵ Xạ, Ty Du Nỗ, Tráng Nỗ, Kính Nỗ, Thần Tý. Trong 51 Vệ ở kinh đô, có Vệ Kỵ Xạ chia làm 5 sở, lại có 4 vệ Mã Bế. Khi hỏa khí xuất hiện, kỵ xạ cũng dần dần mai một bởi hỏa khí dễ sử dụng, dễ chế tạo và có sức công phá vượt trội. Lê Quý Đôn ghi lại rằng nhà Lê Trung Hưng từ năm 1724 trở về sau vẫn còn có môn cưỡi ngựa bắn cung trong thi Bác Cử. Nhưng trong Thượng Kinh Phong Vật Chí, ông cho biết thời đại ông người ta đã bãi bỏ cưỡi ngựa bắn cung, và thay bằng nội dung cưỡi ngựa bắn súng trong khoa cử.
Trong Đại Việt sử ký toàn thư, Bản kỷ tục biên ghi nhận thời Nam Bắc triều, quân Trịnh theo phò nhà Lê có lực lượng kỵ binh khá mạnh. Trịnh Tùng từng sử dụng 400 quân thiết kỵ làm trợ chiến để đẩy lùi cuộc xâm lấn của quân Bắc triều. Năm 1592 ông huy động tới 5000 kỵ binh nặng, trang bị giáp sắt cho cả ngựa để vây hãm Đông Kinh của nhà Mạc
William Dampier, một nhà du hành từng đến Đàng Ngoài năm 1688 có ghi nhận là quân đội chúa Trịnh có chừng 70.000-80.000 quân thường trực, trong số đó hầu hết là bộ binh trang bị súng tay, ở kinh thành chúa có thường trực voi chiến 200 thớt, ngựa chiến 300 con, nuôi béo khỏe. Ngựa trung bình cao 140 cm đến vai, kích cỡ tương đương các nòi ngựa để cưỡi hiện đại. Một ghi chép của người phương Tây về lực lượng quân sự Đàng Ngoài dưới thời Thanh Đô Trịnh Tráng cho rằng vào năm 1640 nhà chúa có dưới trướng hơn ba mươi vạn bộ binh, hai ngàn thớt voi trận và một trăm lẻ hai ngàn quân kỵ (!). Con số này có lẽ là phóng đại, tuy nhiên ghi chép này cũng cho người đời sau thấy được ấn tượng của những người ngoại quốc về 1 quân đội Đại Việt hùng cường toàn diện, từ thủy binh, bộ binh đến kỵ, tượng binh.

## Ngày nay
Mãi cho đến lúc phát hiện các loại hoả khí – như súng thường và pháo thần công- thì áo giáp trở nên lỗi thời. Những kẻ đánh thuê vũ trang bằng súng nhanh nhẹn trên lưng ngựa đã thay thế các hiệp sĩ để xông trận. Các đơn vị kỵ binh loại nhẹ đã tồn tại cho đến cuối chiến tranh thế giới lần thứ 2. Ngựa còn tiếp tục sử dụng trong chiến thuật quân sự vào những năm 1900, Thổ Nhĩ Kỳ kỵ binh năm 1917. Ngày nay cơ khí đã thay thế phần lớn những công việc cho con ngựa, tuy nhiên con ngựa vẫn còn được sử dụng trong lãnh vực quân sự trong phạm vi hạn chế, chủ yếu là cho các mục đích nghi lễ, hoặc cho trinh sát và hoạt động vận tải trong khu vực của địa hình gồ ghề mà xe cơ giới không đến được.
Một số quốc gia vẫn dùng kỵ binh cho đến ngày này, chủ yếu là để phục vụ vào nghi thức các ngày lễ hội và đón chào các vị nguyên thủ, ngoài ra một số nước vẫn duy trì các đội cảnh sát cưỡi ngựa để đàn áp biểu tình, giải tán đám đông. Ngựa đã được sử dụng trong thế kỷ 21 bởi các Janjaweed lực lượng dân quân trong chiến tranh ở Darfur. Trong cuộc chiến ở Afghanistan vào cuối năm 2001 đầu năm 2002, nhằm tiêu diệt Taliban, Al-Qaeda và trùm khủng bố Osama Bin Laden. Trong cuộc chiến này, qua nhiều địa thế núi non hiểm trở, quạn đội Hoa Kỳ và Liên Minh phương Bắc phải dùng đến những con ngựa thồ thay thế cơ giới và máy bay. Do đó ta thấy các vận tải cơ khổng lồ C17 của Hoa Kỳ thường thả dù xuống các căn cứ chứa nhiều ngũ cốc, rơm rạ và ngựa cho các đơn vị hành quân tại sơn cước.
Ở Việt Nam, thời kỳ kháng chiến chống Pháp ngựa cũng rất đắc dụng để thồ hàng. Trong chiến tranh, người ta huy động một số lượng lớn ngựa Phú Yên để thồ gạo muối, phục vụ chiến trường liên khu V. Thời kỳ chiến tranh, hàng ngàn con ngựa ở Phú Yên cũng được huy động tham gia tải gạo, thực phẩm, đạn dược ra chiến trường. Qua một thời chinh chiến, ngựa ở đây giờ được dùng nhiều để kéo, cưỡi, thồ. Ở vùng núi và cao nguyên cán bộ đi công tác bằng ngựa. Ở chiến khu Việt Bắc, Tố Hữu viết về Bác Hồ cưỡi ngựa đi giữa núi rừng "Nhớ người những sáng tinh sương/ Ung dung yên ngựa trên đường suối reo". Tại Sơn Hòa có một trận đánh lớn ở Trường Lạc. Đồng bào trầm trồ bàn tán với nhau việc Trung đoàn trưởng Lư Giang (sau này là tướng) cưỡi ngựa chỉ huy trận địa.
Các hồi ký của những chiến sĩ cũng thường nhắc đến vai trò của ngựa Phú Yên và gạo Tuy Hòa trong chiến dịch Tây Nguyên thời chống Pháp. Trong Miền đất huyền thoại, Văn Công viết: "Từng đợt dân công, hàng vạn trai gái Kinh Thượng sức người, sức ngựa lai thồ hàng vạn tấn gạo muối vượt dốc Mõ, dốc Chanh, dốc Ai–nu, đèo Ma–lố đáp lời kêu gọi của chiến trường". Trong cuốn sách lịch sử "Phú Yên–30 năm chiến tranh giải phóng" cũng nhắc đến hình ảnh ngựa Phú Yên thồ gạo Tuy Hòa phục vụ các chiến trường: "Hàng trăm đoàn dân công, ngựa thồ ngày ngày vượt suối, trèo đèo, dầm mưa dãi nắng vận chuyển gạo, thực phẩm, đạn dược lên chiến trường Đắc Lắk. Năm 1951, tỉnh đã huy động 46.364 người và 1.416 con ngựa đi vận chuyển lương thực, đạn dược ra chiến trường với tổng số 639.951 ngày" nhiều con ngựa thồ đưa được nhiều hàng tới nơi an toàn đúng quy định. Ngày nay, bộ đội biên phòng vẫn còn sử dụng ngựa (giống ngựa Carbadin) để tuần tra.

## Những con ngựa
Ngựa chiến gắn liền với chiến trận và các danh tướng, có một số con ngựa nổi bật được nhắc đến trong lịch sử, văn hóa. Trong lịch sử có nhiều con ngựa vang danh như ngựa Bucephalas của Alexandros Đại đế, ngựa Xích Thố của Lã Bố, ngựa Đích Lư của Lưu Bị, ngựa trắng của Julius Caesar, ngựa Ô Truy của Hạng Vũ, ngoài ra có thể kể đến con ngựa sắt của Phù Đổng Thiên Vương trong truyền thuyết Việt Nam và con ngựa gỗ thành Troy trong thần thoại Hy Lạp.
- Ngựa gỗ thành Troy: Là con ngựa gỗ góp phần quan trọng vào chiến thắng của quân Hy Lạp ở thành Troy sau 10 năm vây hãm không hiệu quả. Khi sức mạnh quân sự không thể khuất phục, quân Hy Lạp tháo dỡ tàu chiến, dựng thành một con ngựa khổng lồ bằng gỗ rỗng ruột. Trước khi rút lui, quân Hy Lạp để lại con ngựa gỗ cùng một người có nhiệm vụ đánh lừa binh sĩ thành Troy. Người ta kéo con ngựa gỗ vào thành. Khi quân thành Troy no say sau bữa tiệc chiến thắng, binh sĩ trong bụng ngựa thoát ra ngoài, mở cổng thành để quân Hy Lạp tiến vào đánh chiếm.
- Bucephalus: Là một trong những con ngựa bất kham nhất thời Alexander Đại đế. Không chiến binh nào có thể cưỡi lên mình nó. Khi cha Alexander cho phép ông chọn bất kể con ngựa nào mình muốn, ông đã chọn Bucephalus và thuần hóa nó trở thành con ngựa chiến gắn liền với tên tuổi của mình.
- Ngưa Ô Truy của Tây Sở Bá Vương Hạng Vũ là con chiến mã lông đen tuyền, to lớn, dũng mãnh. Tương truyền ở núi Đồ Sơn có con rồng đen hóa thành ngựa ô, hàng ngày xuống thôn Nam Phụ phá hoại, ai đến gần đều bị nó cắn và đá chết. Hạng Vũ đi qua núi Đồ Sơn thì bị thần mã tấn công, ông liềm tóm lấy bờm của nó ghì xuống, phóng lên lưng và chạy nhanh như gió được 10 vòng. Ngựa mướt mồ hôi, chịu thuần phục, Hạng Vũ đặt tên ngựa là Ô Truy. Khi Hạng Vũ bại trận dưới tay Hán Vương Lưu Bang, Hạng Vũ đã dùng kiếm tự sát bên dòng sông Ô Giang. Khi thấy chủ nhân tự sát, ngựa Ô Truy cũng nhảy xuống sông chết theo. Người đời sau vẫn nhắc về ngựa Ô Truy như một biểu tượng đẹp của lòng trung thành.
- Ngựa Xích Thố: Con ngựa này dài một trượng, cao tám thước, màu đỏ rực như lửa, tuyệt không có một sợi lông tạp, ngày đi ngàn dặm, trèo non vượt suối dễ dàng. Ngựa Xích Thố từng qua tay rất nhiều chủ. Chủ nhân đầu tiên của Xích Thố là Đổng Trác (132-192). Đổng Trác đã đem Xích Thố tặng cho Lã Bố. Ngựa Xích Thố đã cùng Lã Bố chinh chiến khắp nơi. Trên chiến trường, ông chuyên cưỡi ngựa Xích Thố, như một mãnh hổ tả xung hữu đột, vạn người không địch nổi. Sau đó Lã Bố bị Tào Tháo giết, ngựa Xích Thố thuộc về Tào Tháo. Tào Tháo quý mến nhân tài như Quan Vũ, cũng muốn bắt chước Đổng Trác tặng ngựa cho anh hùng. Sau khi Quan Vũ bị Tôn Quyền giết, Xích Thố lại rơi vào tay một viên tướng nhà Đông Ngô khác là Mã Trung. Nó tuyệt thực đến chết.
- Ngựa Tuyệt Ảnh: Là ngựa của Tào Tháo. Tuyệt Ảnh nghĩa là đến cái bóng ngựa cũng không đuổi kịp, tên Tuyệt Ảnh nhằm nhấn mạnh đặc tính nổi bật nhất của con ngựa, đó là sự thần tốc. Một lần, Tào Tháo không ngờ lại bị trúng kế của kẻ thù là Trương Tú, bị đánh bất ngờ, trở tay không kịp, suýt nữa thì bị mất mạng. May có ngựa Tuyệt Ảnh mới thoát được ra ngoài. Ngựa Tuyệt Ảnh bị trúng ba mũi tên trên mình mà vẫn cất vó phi nước đại, sau đó bị trúng một mũi tên vào mắt mới gục ngã.
- Đích Lô: Là ngựa của Trương Vũ. Lưu Bị nhìn thấy ngựa của Trương Vũ cho rằng đây là một con tuấn mã, liền hết lời ca ngợi rằng "con ngựa này chắc chắn là ngựa thiên lý". Triệu Vân cướp ngựa. Khi Lưu Biểu nhìn thấy con ngựa này cũng khen, liền tặng con ngựa này cho Lưu Biểu. Không ngờ, Lưu Biểu lại thấy con ngựa này "có quầng mắt, trên đầu có những đốm trắng, lại tên Đích Lô, ắt là con ngựa sát chủ" và trả lại. Sau đó Lưu Bị đào tẩu trong một vụ mưu sát cưỡi ngựa Đích Lô chạy trốn đến bên suối Đàm Khê. Đích Lô bỗng nhiên vùng lên, phi một phát sang bờ bên kia. Khi đem quân đi đánh nước Thục, Lưu Bị đã tặng cho Bàng Thống, ông này mới cưỡi lên Đích Lô đã bị kẻ địch tưởng nhầm là Lưu Bị nên bắn chết.
- Ngựa Bạch Long hay Dạ Chiếu Ngọc Sư Tử là ngựa của Triệu Vân toàn thân lông trắng như tuyết, tương truyền một ngày có thể đi hàng nghìn dặm. Ngay từ khi mới sinh ra phía dưới cổ đã có một hàng lông dày, trông giống như sư tử, tính khí nóng nảy, sau này lớn lên tính khí bớt nóng nảy hơn, buổi tối con ngựa này còn phát ra ánh sáng trắng bạc. Trong trận Trường Bản xuất quân đi đánh trận đều cưỡi Dạ chiếu ngọc sư tử, có lần Triệu Vân cùng ngựa bị rơi xuống hố bẫy sẵn của quân địch, nhưng sức ngựa rất lớn, cuối cùng cũng nhảy được lên trên miệng hố. Sau này nó chính là lý do dẫn đến trận đánh Tăng Đầu thị của quân Lương Sơn Bạc.
- Ngựa Ô Vân Đạp tuyết còn có tên là Vương Truy Mã, sống ở thế kỷ thứ hai, toàn thân màu đen nhưng bốn vó màu trắng. Đây là ngựa của Trương Phi. Ngựa của Trương Phi có tên rất ý nghĩa, Vương Truy Mã có nghĩa là con ngựa đi theo hầu hạ Đại Vương. Tương truyền Trương Phi và Ô Vân Đạp Tuyết đều đen như nhau. Trương Phi quý chú ngựa này như con đẻ, thường xuyên tự tay tắm rửa cho ngựa quý.
- Song Vỹ Hồng là chiến mã có bộ lông hồng với đuôi dài có hai màu, hồng một bên và trắng một bên. Khi nó cất vó phi, trông như con thần mã có hai đuôi, nên được gọi là Song Vỹ Hồng, nghĩa là ngựa hồng hai đuôi. Song Vỹ Hồng là con ngựa chiến cùng Lý Thường Kiệt bình Chiêm, phá Tống. Năm 70 tuổi Lý Thường Kiệt còn cầm quân đi đánh Chiêm Thành, bắt sống vua Chiêm, năm 85 tuổi còn đi dẹp loạn.
- Ngựa Nê Thông cực kỳ quý hiếm của vua Trần Duệ Tông. Nê là để chỉ con ngựa lông có hai màu: trắng và đen. Thông chỉ ngựa sắc lông màu xanh. Qua cách gọi tên có thể hiểu con ngựa của Nê Thông của vua Duệ Tông quả là cực kỳ hiếm, màu sắc lông của nó là một sự pha trộn màu sắc thật kỳ diệu của ba màu trắng, đen và xanh. Vua cưỡi ngựa Nê Thông dẫn quân bộ, men theo bờ biển, đến cửa biển Nhật Lệ đóng quân lại, luyện tập trong một tháng. Trận đánh đó, Vua bị tử trận. Sử không ghi lại số phận con ngựa Nê Thông.
- Nelson: Là chiến mã của George Washington, tổng thống đầu tiên của Mỹ. Con ngựa còn có biệt danh là Old Onzie. Tổng thống Washington mua Nelson năm 1779 và vô cùng yêu quý nó. Ông thích con ngựa này bởi nó khá lì lợm và khó bị kích động bởi âm thanh trận mạc. Con ngựa sát cánh cùng George Washington trong trận chiến ở thung lũng Forge và Yorktown.
- Eclipse là chú ngựa đua huyền thoại, bất khả chiến bại của nước Anh thế kỷ 18. Eclipse thậm chí còn được Hoàng gia Anh phong tặng danh hiệu Hiệp sĩ. Bố là ngựa vằn, mẹ là bạch mã thuần chủng, nhẽ ra theo "thông lệ" Eclyse sẽ phải khoác bộ áo sọc đen trên khắp thân mình. Tuy nhiên đi ngược lại quy luật, Eclyse chỉ có đúng 2 mảng da vằn ở trên mặt và chân sau, phần còn lại là bộ lông mượt mà như tuyết trắng. Trên thực tế, chẳng có bàn tay tô vẽ nào can thiệp vào đây.
- Marengo: Là con ngựa chiến nổi tiếng của Hoàng đế Napoleon Bonaparte. Ông đặt tên nó theo địa danh Marengo, nơi Napoleon giành chiến thắng vang dội năm 1800. Nó gắn bó cùng ông trong trận Austerlitz, trận Jena - Auerstedt, trận Wagram và trận Waterloo, trận chiến khép lại sự nghiệp cầm quân lẫy lừng của vị hoàng đế người Pháp. Con ngựa bị thương 8 lần trong những năm tháng ra trận cùng Napoleon.
- Copenhagen: Là tên con chiến mã của Công tước Arthur Wellesley, người dẫn đầu cuộc tấn công chống lại Hoàng đế Napoleon Bonaparte trong trận Waterloo. Copenhagen đưa vị công tước xứ Wellington băng qua làn đạn của quân Pháp, dẫn tới chiến thắng vang dội của quân Anh, con ngựa Copenhagen rất khéo léo cùng sức chịu đựng dẻo dai.
- Chú ngựa Comanche là nhân vật duy nhất còn sống sót của lữ đoàn kỵ binh số 7 của Mỹ sau trận Little Bighorn. Đây là một trong hai con ngựa được chôn cất với đầy đủ nghi thức quân đội trong lịch sử nước Mỹ.
- Little Sorrell là chú ngựa nổi tiếng vì đã sống sót sau những cuộc chiến khốc liệt suốt thời kỳ nội chiến ở Mỹ. Chú ngựa này qua đời vì tuổi già ở tuổi 36. Đến năm 1997, xương của Little Sorrell được hỏa táng theo nghi thức quân đội và chôn cất tại Học viện quân sự Virginia.
- Thiên Mã là con ngựa từ nước Tây Vực (Apganistan hiện nay) được nhập vào trong tàu ngựa của Hoàng đế năm 1830. Vua Minh Mạng đã ban du phong chức cho con Thiên Mã, ta đã sai dong yên ngồi cưỡi, chạy nhanh như chớp gió, thật vượt mức trong các loài ngựa có bốn nước đại và ba đợt nhảy cao, lại cao siêu hơn loài ngựa có chín đức tính tốt và tám thứ ngựa giỏi, nên ban cho tên đẹp để tỏ cái đức con ngựa quý, nay gọi trên là Đại Uyển Long Tuấn.
- Bạch Long Câu là ngựa của Nguyễn Nhạc sau này là Thái Đức Hoàng đế, đây là một trong những con Tây Sơn Ngũ thần mã. Bạch Long thuộc giống ngựa rừng trên núi Hiển Hách (còn có tên Hảnh Hót) ở miền An Khê.
- Xích Kỳ vốn của chúa Nguyễn Phúc Khoát được nước Cao Miên (Campuchia) tặng làm cống vật sau này bị Đô đốc Tuyết lấy đi, Con ngựa này về sau đã cùng Đô đốc Tuyết, ra đánh quân Thanh trong trận Đống Đa, đây là một trong những con Tây Sơn Ngũ thần mã.
- Ô Du là chiến mã của tướng Đặng Xuân Phong, thuộc loại "Ngựa Ô Quạ" nên mang tên Ô Du (Con Quạ rong chơi). Bộ lông đen như gỗ mun, bốn chân thon nhỏ như chân nai, đây là một trong những con Tây Sơn Ngũ thần mã.
- Ngân Câu của Bùi Thị Xuân là người ưa cưỡi ngựa nên bà sở hữu thần mã Ngân Câu–Huyết hãn mã (tên tục là Kim). Ngựa lông toàn sắc trắng, vóc to, sức mạnh phi thường, có khả năng đặc biệt là đi trong đêm tối, đây là một trong những con Tây Sơn Ngũ thần mã.
- Hồng Lư hay còn gọi là Huyết hãn bảo câu, thần mã của Lý Văn Bưu. Lông ngựa là sắc nâu–hồng ánh vàng, và mang dị tướng: Đầu giống đầu lừa, mình ốm o như đói cỏ, bốn chân cao lỏng chỏng như chân nai, đây là một trong những con Tây Sơn Ngũ thần mã.